# Boulevard Saint-Germain
O Boulevard Saint-Germain é um boulevard na margem esquerda de Paris, assim chamado em homenagem ao bispo Germano de Paris (496-576), e devido à proximidade da Igreja de Saint-Germain-des-Prés dedicada a ele.

## Localização e acesso
Com 3150 metros de comprimento e cerca 30 metros de largura, o Boulevard Saint-Germain parte do Rio Sena na esquina do Quai Saint-Bernard e face à Île Saint-Louis, no 5.º arrondissement, corre ao longo do rio algumas centenas de metros no sopé da Montanha Sainte-Geneviève, depois atravessa o 6.º arrondissement e reencontra o Sena novamente no Quai d'Orsay, no 7.º arrondissement. É a principal via do Quartier Latin, junto com o Boulevard Saint-Michel e do Faubourg Saint-Germain.

## Origem do nome
Seu nome vem do Faubourg Saint-Germain que atravessa o boulevard.

## História
É um dos projetos desenhados pessoalmente pelo Barão Haussmann durante as obras de transformação de Paris sob o Segundo Império. Completava na margem esquerda os boulevards da margem direita e facilitava o acesso leste-oeste dos bairros centrais da margem esquerda. No entanto, não foi concluído até a III República, com a abertura do seu trecho central (entre a rue Hautefeuille e a rue des Ciseaux) em 1877.
A abertura do Boulevard Saint-Germain levou à demolição de um grande número de antigos hôtels no Faubourg Saint-Germain. Absorveu também várias ruas, notavelmente:
- a Rue des Noyers, entre a Place Maubert e a Rue de la Harpe (incluindo a antiga Rue du Foin, entre a Rue Saint-Jacques e a Rue de la Harpe, que se juntou a ela em 1851);
- a Rue des Deux-Portes-Saint-André, entre a Rue Hautefeuille e a Rue de la Harpe (na parte incorporada ao Boulevard Saint-Michel);
- a parte ocidental da Rue de l'École-de-Médecine (entre a Place Henri-Mondor — com a estátua de Danton — e a Rue de Buci), anteriormente denominada nesta seção "Rue des Boucheries" (havia vinte e duas barracas de açougueiro aí durante a Revolução);
- uma parte da Cour du Commerce-Saint-André;
- a Rue d'Erfurth;
- a Rue Childebert;
- a parte da Rue Gozlin adjacente à mesma Rue de Buci;
- a Rue Taranne (entre a Rue de Rennes e a Rue des Saints-Pères);
- a parte oriental da Rue Saint-Dominique (a partir da Rue des Saints-Pères);
- a Halle aux Veaux.

Podemos constatar que várias casas dessas ruas desaparecidas foram preservadas, pois estavam por acaso no alinhamento do boulevard. Podemos assim encontrar o lado estranho da rue de l'École-de-Médecine Place Henri-Mondor; seu lado uniforme entre a rue de Seine e a rue de Buci; todo o lado ímpar da rue Taranne; e todo o lado par da rue Saint-Dominique.
Em outubro de 1896, durante sua visita à França, o czar russo Nicolau II e sua esposa Alexandra tomaram o Boulevard Saint-Germain, o caminho que os levava à Embaixada da Rússia.
Em 11 de março de 1918, durante a Primeira Guerra Mundial, os números 211, 213 bis, 231, 240, 242 e 246 boulevard Saint-Germain foram atingidos durante um ataque de aviões alemães.
Em 30 de março de 1918, um projétil lançado por Grosse Bertha explodiu no cruzamento Saint-Germain-Buci. Em 5 de agosto de 1918, outro projétil caiu no nº 179.
Em dezembro de 1958, entre 6 000 e 7 000 manifestantes estudantis do Quartier Latin que queriam marchar em direção ao Palais Bourbon foram parados por forças de paz no cruzamento dos boulevards Saint-Michel e Saint-Germain. Pouco depois, a Assembleia Nacional votou por unanimidade um desejo condenando a violência policial.
Parte dos eventos de maio de 1968 aconteceu no boulevard.
O boulevard abriga há muito tempo editoras e livrarias, por exemplo, publicações médicas perto da Faculdade de Medicina. Com o passar dos anos, eles tendem a ser substituídos por lojas de moda e restaurantes.

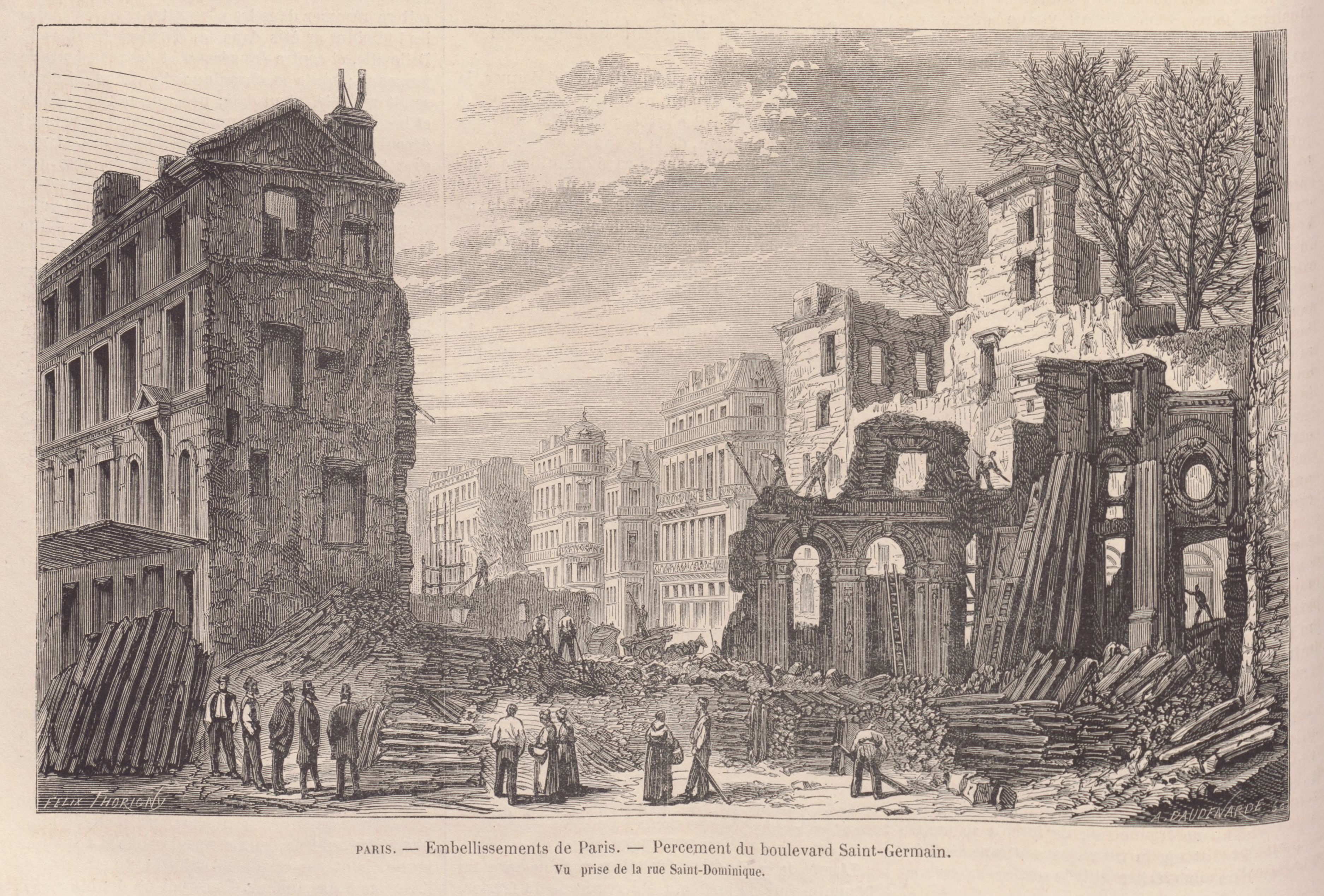
A abertura do boulevard Saint-Germain vista da rue Saint-Dominique, em fevereiro de 1870.
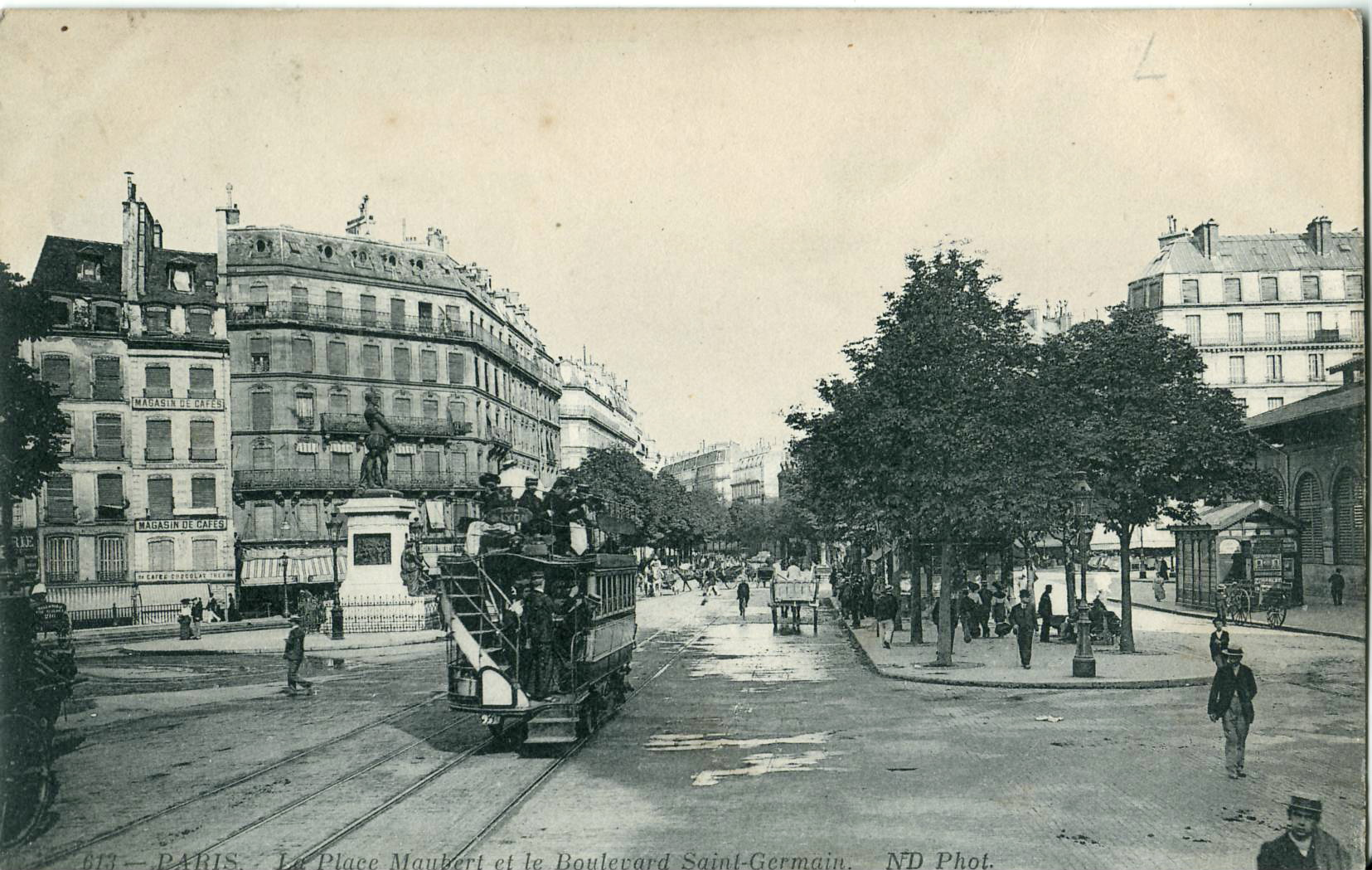
O boulevard na altura da Place Maubert animada pelos bondes de dois andares da Companhia Geral de Omnibus, no início do século XX.
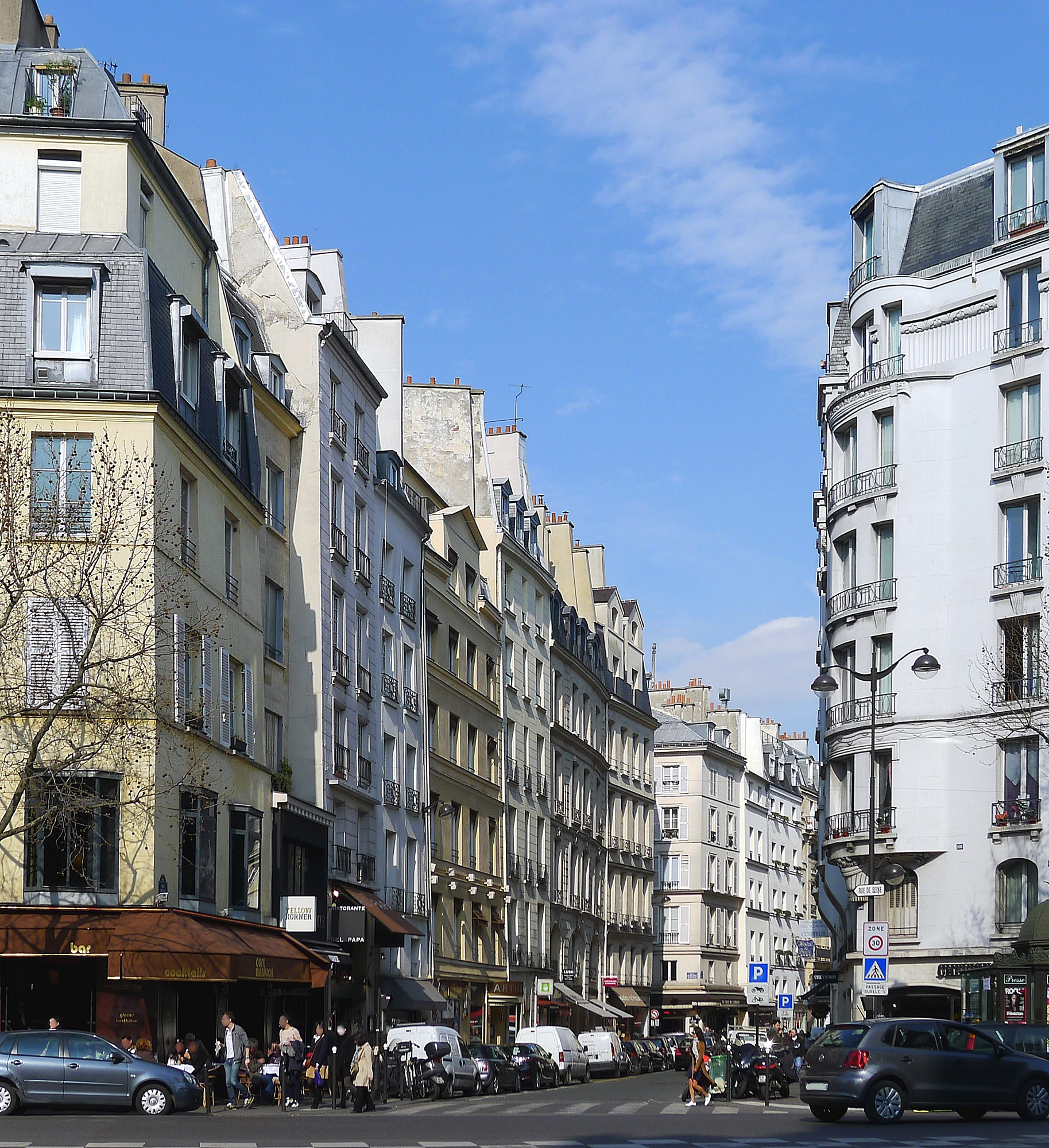
Rue de Buci vista do boulevard Saint-Germain, em 2012.
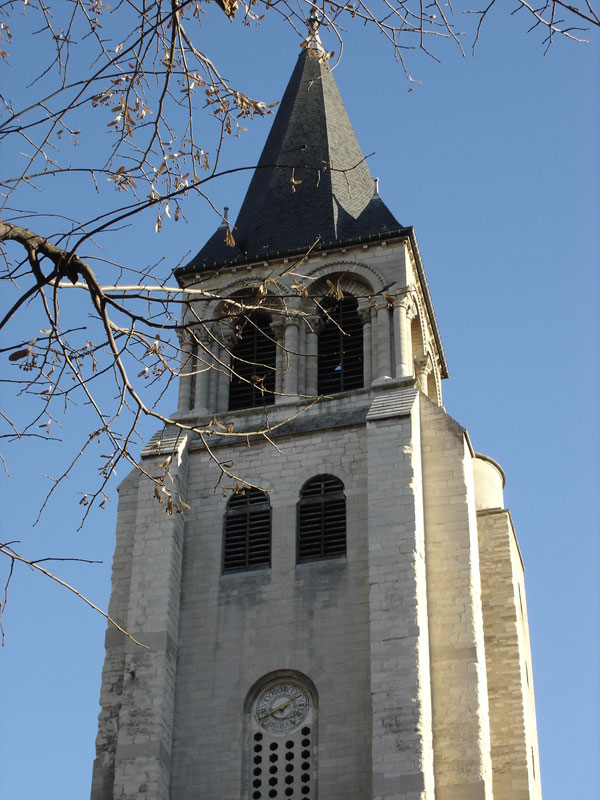
A torre do sino da Igreja de Saint-Germain-des-Prés.

## Edifícios notáveis e lugares de memória
- Nº 5: o fotógrafo Eugène Pirou teve seus estúdios neste prédio em 1889.
- Nº 7 bis: edifício estreito construído no lugar do Muro de Filipe Augusto.[6]
- Nº 21: edifício de 1881-1882 construído pelo arquiteto Jean Boussard.[7] As cariátides que emolduram a entrada, desprovidas de braços e pernas, também estão viradas de perfil (há outro exemplar na avenue Kleber, 66, na entrada de um prédio também projetado por Jean Boussard).
- Nº 37: André Pieyre de Mandiargues e Henri Cartier-Bresson moravam aí. Também se vê aí Leonor Fini que aí viveu com a primeira, uma relação que começou em 1932.[8]
- Nº 45: Georgette Elgey viveu aí até sua morte.[9]
- Nº 47: restaurante Le Village Ronsard. No filme de Jean-Pierre Melville, O Círculo Vermelho filmado em 1970, Bourvil mora acima do restaurante.
- Nº 53: hôtel particulier do século XVIII, anteriormente localizado na rue des Noyers. Armand Salacrou morava aí.[10]
- Nº 57: edifício da Escola Especial de Obras Públicas, construído no local de uma fileira de casas antigas, uma das quais foi o berço de Alfred de Musset em 1810.

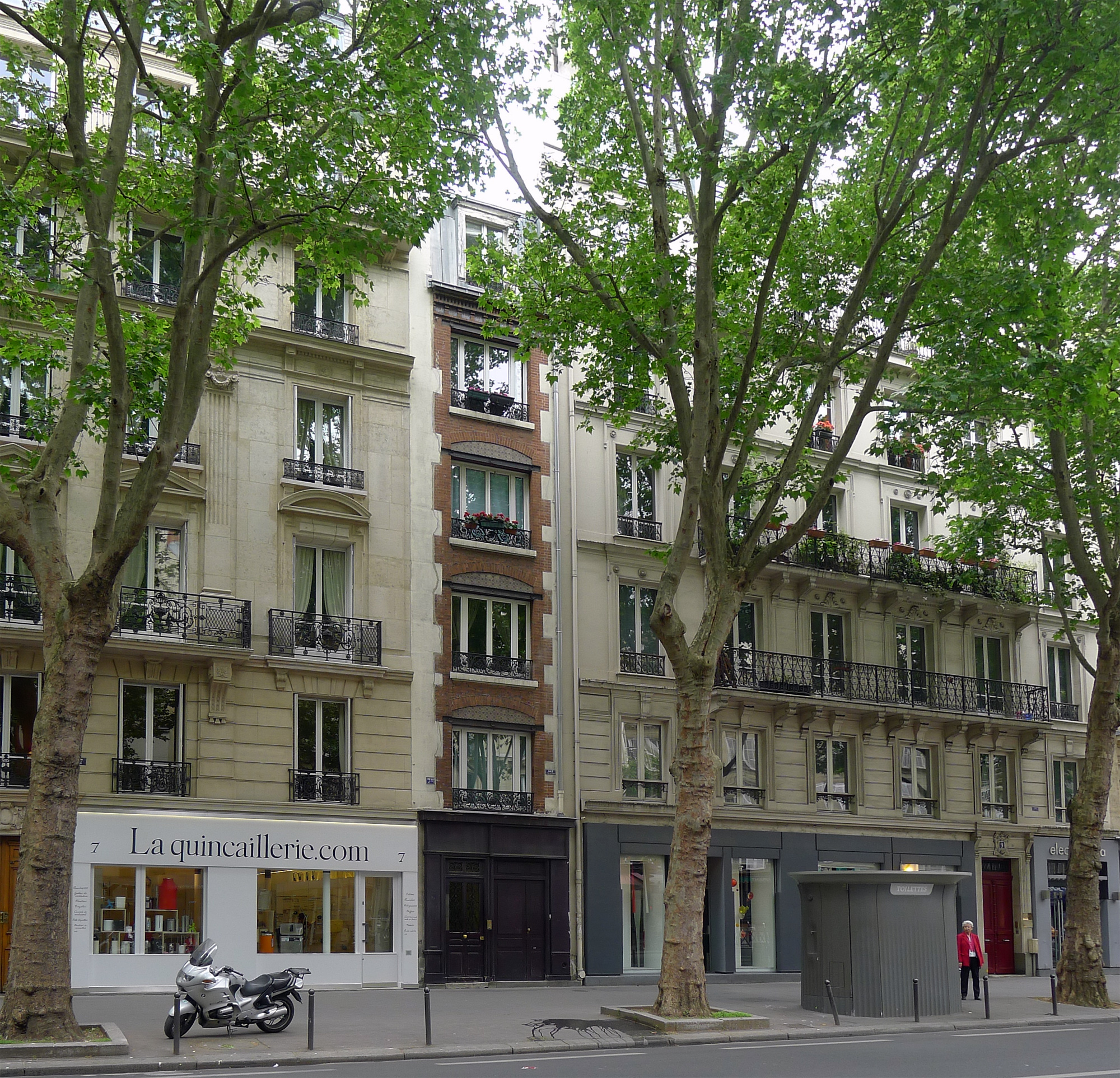
Nº 7 bis.
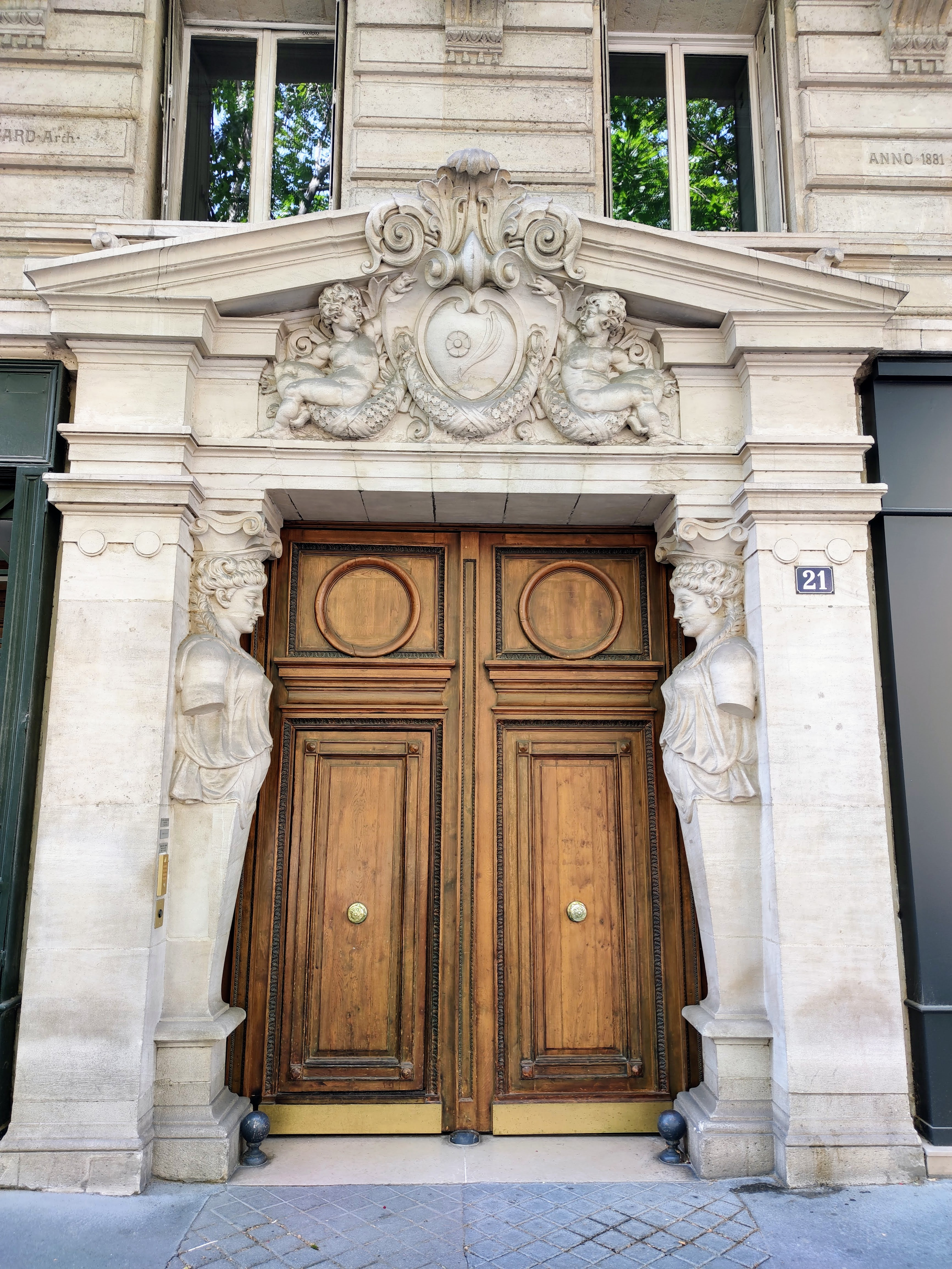
Nº 21: entrada.
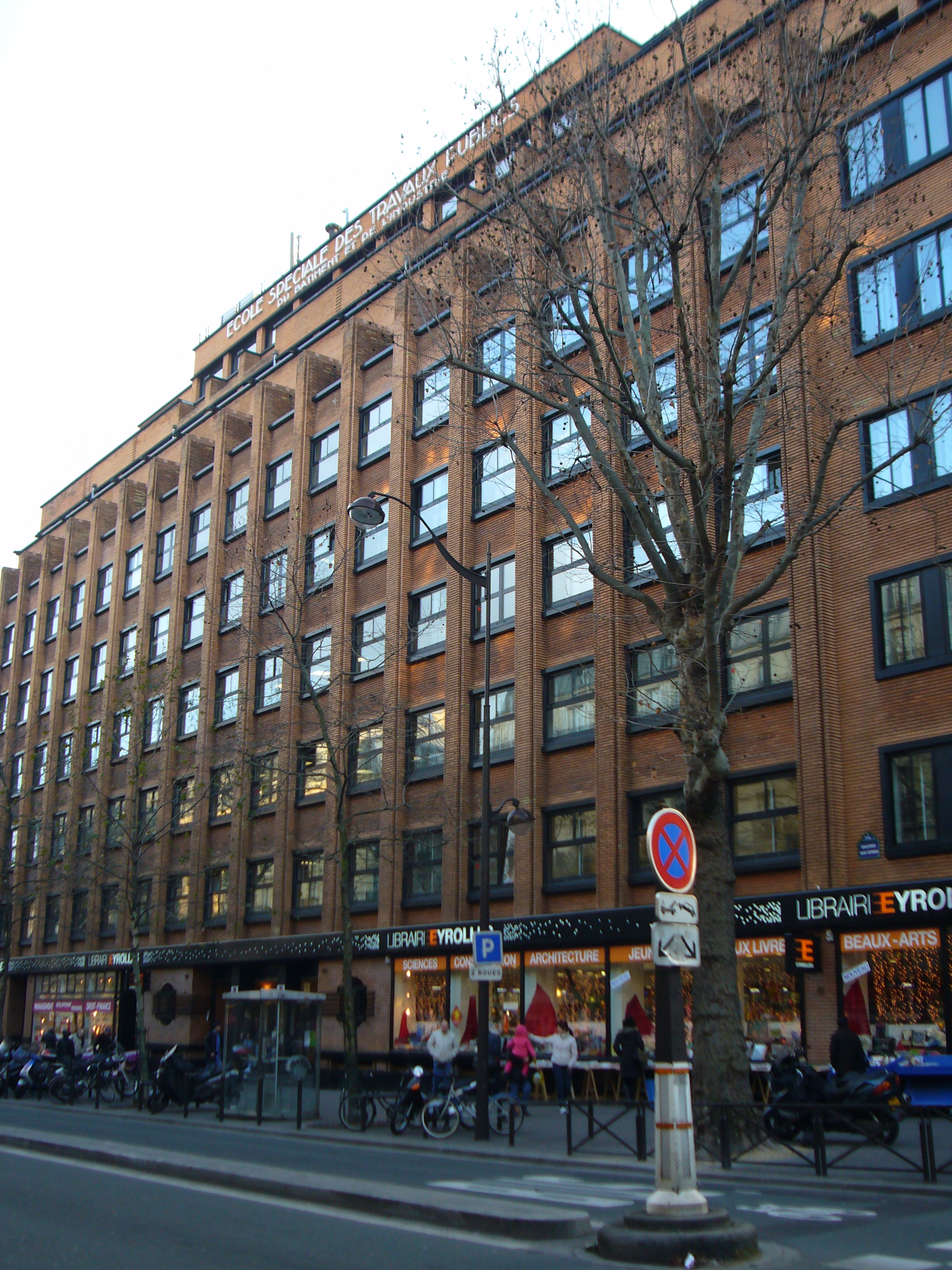
Nº 57: École spéciale des travaux publics, du bâtiment et de l'industrie.
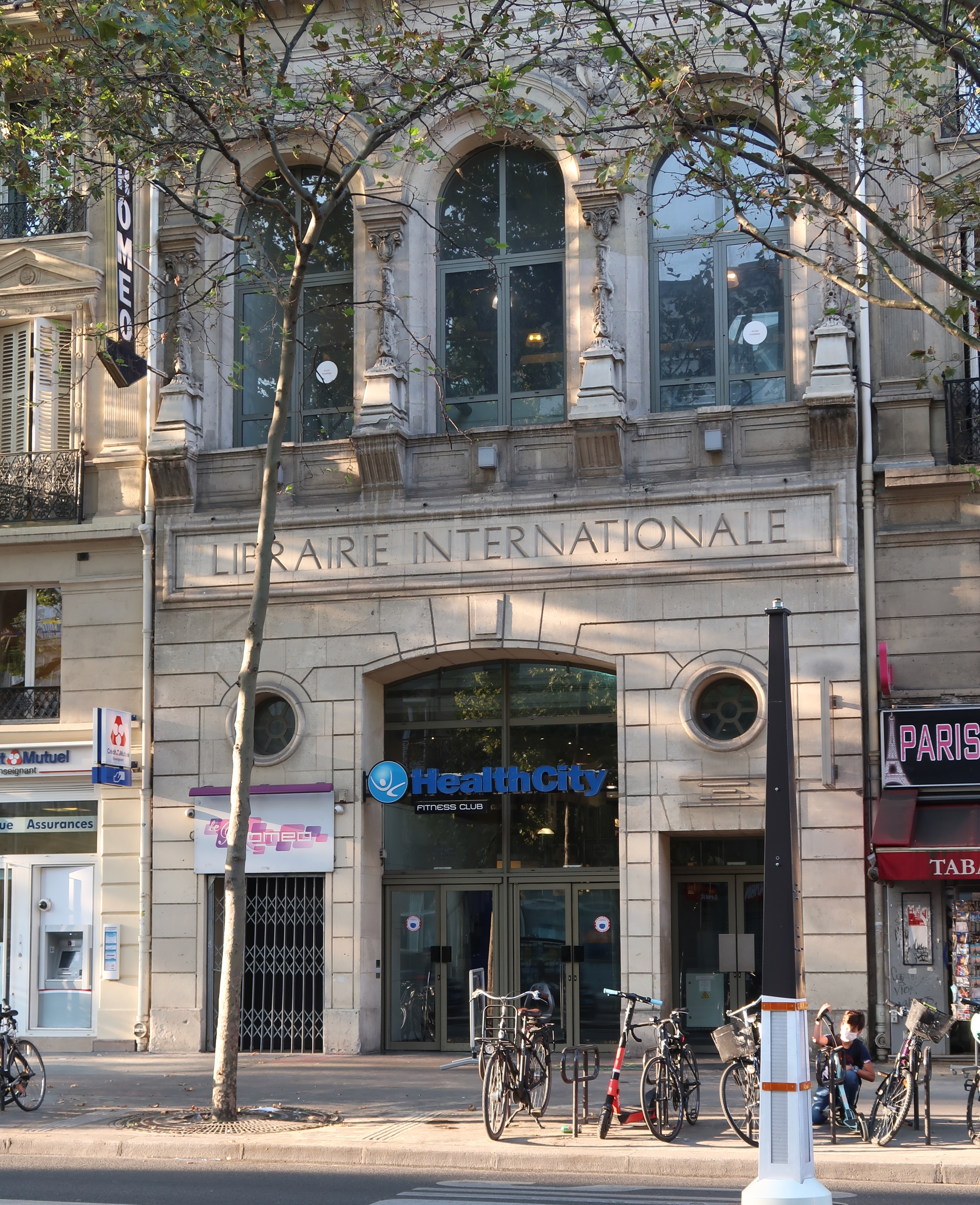
Nº 71.
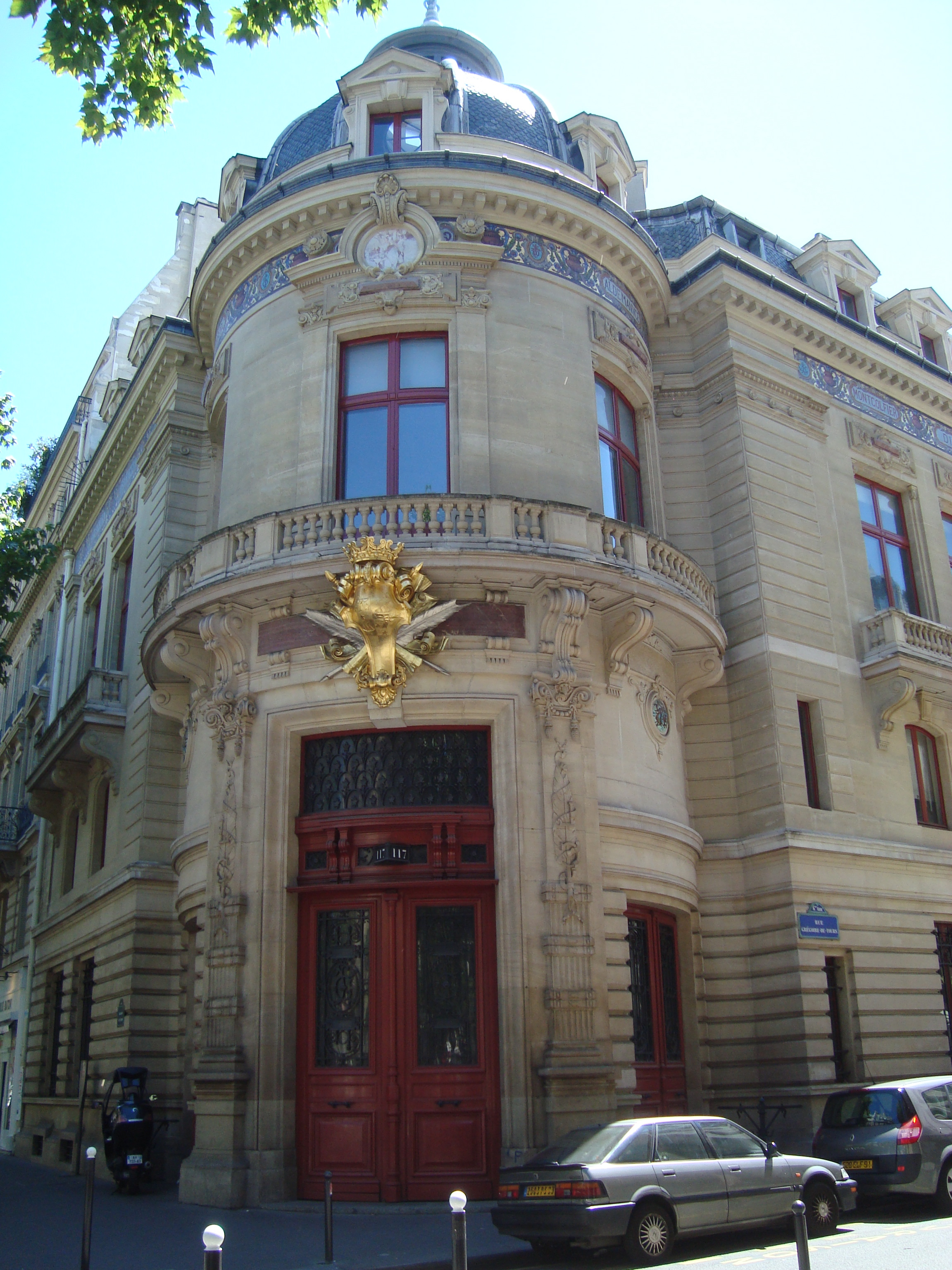
Nº 117: Cercle de la Librairie.

- Nº 71: em 1864, foi construído o Teatro de Cluny, em parte do local do antigo Convento dos Mathurins, que acabava de ser demolido. Até o final do século, era famosa pelas operetas e peças de boulevard que aí se apresentavam. Em 1933, foi transformado em cinema,[Note 1] renomeado Cluny-Palace, mantendo sua fachada original e sua sala de 900 lugares dotado de um balcão. Em 1948, François Truffaut organizou aí sessões do seu "Cercle Cinémane". Durante o verão de 1972, o auditório foi dividido em dois na vertical, cada um com 350 lugares. O cinema fechou pela primeira vez em 1985, foi assumido por uma nova equipe que o reabriu no ano seguinte, direcionando a programação para filmes de arte e ensaio, mas o Cluny-Palácio acabou fechando definitivamente em 1989[11]. Em 1991, a Fnac instalou aí uma livraria internacional, oferecendo obras principalmente em línguas europeias, bem como em árabe e em algumas línguas asiáticas. Em três níveis, o edifício cobre 1000 m² de superfície.[12] Se a placa "Librairie internationale" foi preservada na fachada, ela é sucedida por uma loja de informática e depois, até hoje, um centro de pavilhões esportivos.[13]
- Nº 74: edifício onde viveu e se enforcou o Doutor Simon Noël Dupré (1814-1885), professor de anatomia e cirurgia, poeta, cantor e político francês.
- Nº 79: Librairie Hachette, fundada em 1826 por Louis Hachette, substituída por um banco desde 1994. Na própria parede da livraria, pode-se ler uma placa lembrando a localização do Hôtel d'Aligre onde Charles Baudelaire nasceu em 1821; o troféu da primeira Copa da França de Futebol foi exibido aí por várias semanas aos olhos do público, antes da final disputada em 5 de maio de 1918.[14]
- Nº 87: Édouard Branly (1844-1940), físico e médico francês, pioneiro do rádio, morou neste prédio onde faleceu em 24 de março de 1940.
- Nº 90: aí morreu o arquiteto Charles Garnier; uma placa o homenageia.
- Nº 99: cinema UGC Danton.
- Nº 104: o médico Arnold Netter morava aí; uma placa o homenageia.
- Nº 108: o Journal des Économies teve aí a sua sede nos século XIX e no século XX.
- Nº 112: apartamento de Pierre-Charles Pathé e sede do Comitê de Intelectuais para a Europa das Liberdades[15]
- Nº 113: cinema Mk2 Odéon (côté St Germain).
- Nº 117, na esquina da rue Grégoire-de-Tours: edifício construído em 1877-1879 por Charles Garnier para o Cercle de la Librairie, uma associação profissional para o comércio de livros. O edifício na rue Grégoire-de-Tours foi ampliado no final do século XIX. Atualmente abriga a Escola de Jornalismo e a Escola Urbana do Instituto de Estudos Políticos de Paris.
- Nº 120: placa da Cidade de Paris em homenagem ao doutor Pierre Simon.[16]
- Nº 123: a Livraria Polonesa de Paris.
- Nº 124: cinema UGC Odéon.
- Nº 126: o escritor Gilbert Cesbron viveu aí de 1946 a 1979; uma placa o homenageia.
- Entre os números 133-135: uma placa relembra os massacres de setembro de 1792.

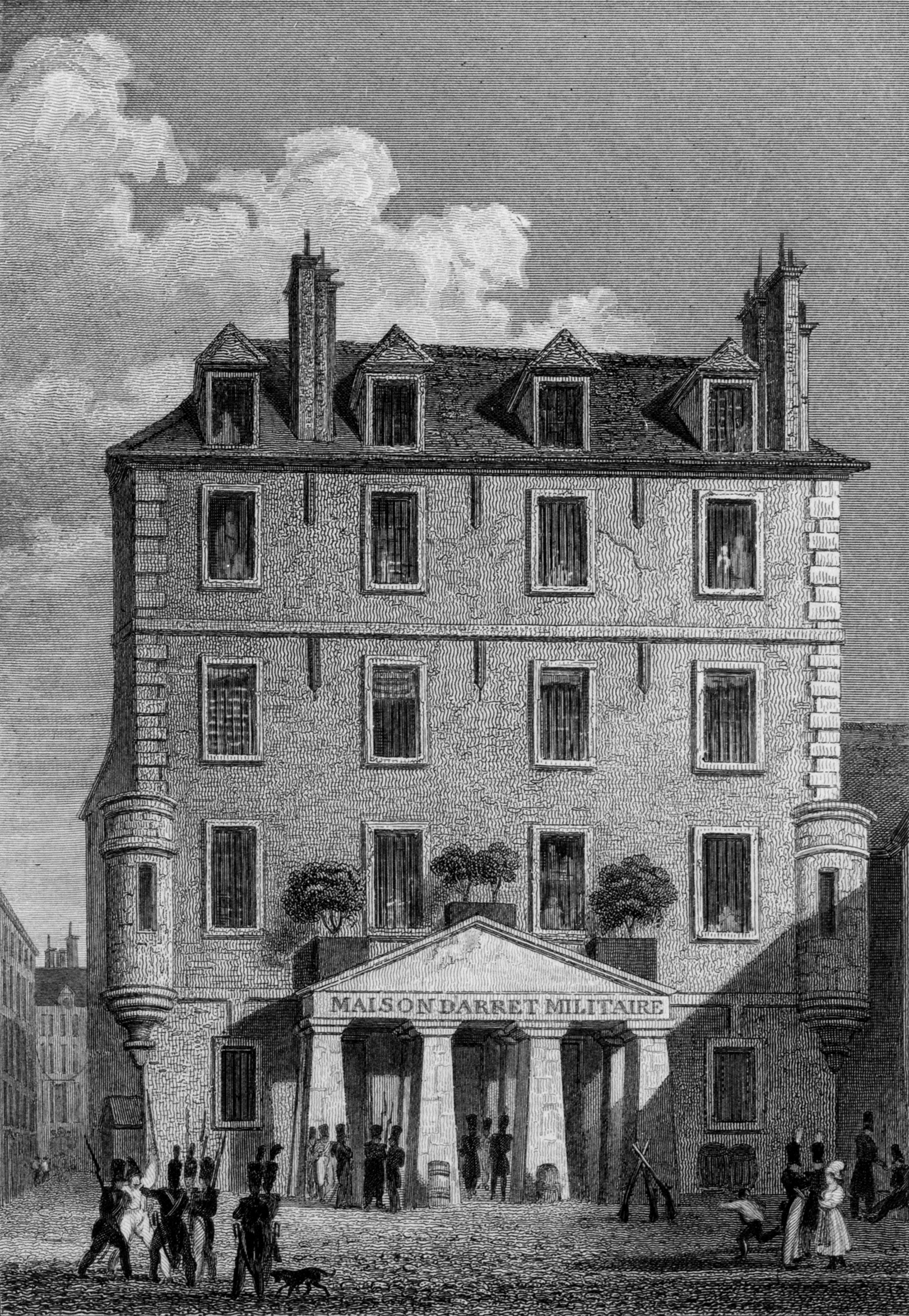
A Prisão da Abadia, gravura (1831).
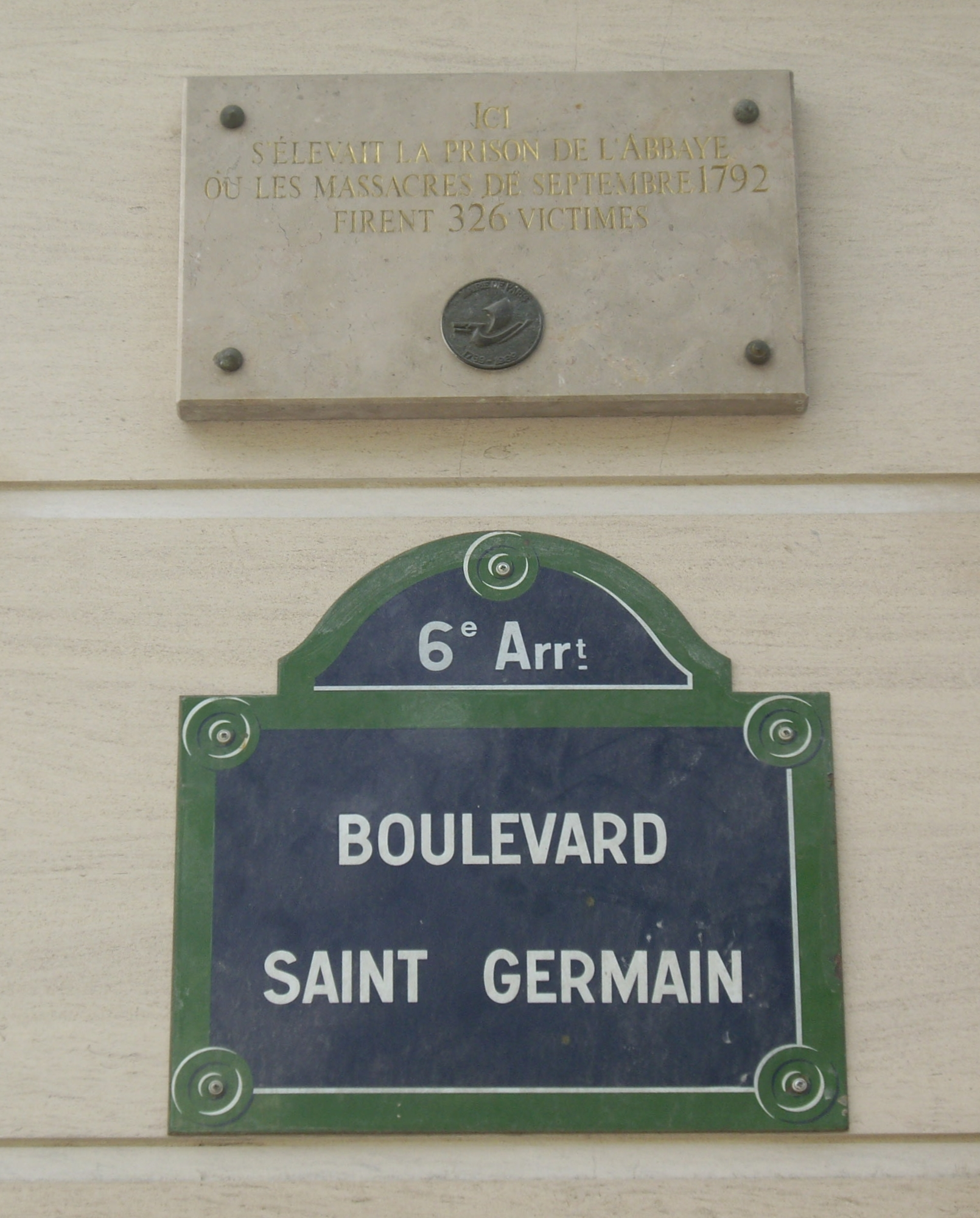
Placa no nº 133.

- Nº 136: o anarquista Ravachol explodiu parcialmente esta casa em 11 de março de 1892. Na década de 1930, o prédio foi comprado por um casal de comerciantes judeus da Romênia, que herdaram sua filha Yolande. Presa por dez anos na Romênia por motivos políticos, ela voltou a Paris, mudou-se para o sexto andar do prédio, alugou o restante dos apartamentos e administrou uma loja de roupas masculinas no térreo com o marido. Morreu de mal de Parkinson na década de 1990. Sem filhos, dedicou então a sua herança à luta contra esta doença junto da Fondation de France, criando com este efeito a fundação Schutzman-Zisman, em homenagem aos seus pais, agora inscrita numa placa acima do porta do prédio.[17]
- Nº 139: no térreo do prédio deste endereço, localizado na esquina de uma praça arborizada, um café que não existe mais, Le Saint-Claude,[18] foi um ponto de encontro de intelectuais e artistas gregos exilados na França durante o período de sete anos (1967-1974) da ditadura dos coronéis. Le Saint-Claude e sua frequentação na época inspiraram mais tarde um livro de um desses ex-exilados, o escritor Vassílis Vassilikós:[19] Καφενείον Εμιγκρέκ Ο Άγιος Κλαύδιος (Cafeion Emigrek O Agios Claudios), obra publicada em 1998.
- Nº 142: o restaurante Vagenende, antigo caldo datado de 1905. Vagenende era o nome do proprietário em 1920.
- Nº 143: o Hotel Madison. André Malraux passou aí o inverno de 1937.
- Nº 145: Monumento a Diderot de Jean Gautherin (1886),[20] relembrando o lugar onde morava, então rue Taranne; Galerie Steph Simon na década de 1950.
- Nº 145: brasserie Lipp. O líder da oposição marroquina Mehdi Ben Barka foi sequestrado na frente em 1965; uma placa o homenageia.
- Nº 149: na esquina da rue de Rennes, antigo Drugstore Publicis, inaugurada em 1965, a segunda lançada pelo grupo na França (a primeira sendo localizada no 133, Avenue des Champs-Élysées). Bar, restaurante, loja (tabacaria, perfumaria, farmácia, quiosque etc.), aberto muito tarde para a época e voltado para o público jovem, retoma um conceito observado pelo diretor da Publicis Marcel Bleustein-Blanchet nos Estados Unidos. Slavik está novamente encarregado da decoração. Em 1974, um atentado terrorista cometido por Carlos deixou duas pessoas mortas e 34 feridas. O cantor Serge Gainsbourg era um habitué. Até meados da década de 1980, recebia entre 2 000 e 3 000 visitantes por dia. Em 1995, apertado demais para o gosto do público, foi anunciado o fechamento da drogaria, dando lugar dois anos depois a uma boutique Armani.[21]
- Nº 153: O historiador e político polonês Joachim Lelewel viveu lá em 1832; uma placa o homenageia.
- Nº 166: La Rhumerie, bar frequentado em particular por Antonin Artaud.
- Nº 167: o lutador da resistência François Faure morava aí; uma placa o homenageia.
- Em frente ao nº 168 no atual boulevard, imediatamente a oeste da atual Passage de la Petite-Boucherie: localização da Prisão da Abadia (demolida).[22]
- Nº 168 bis: o Square Félix-Desruelles resulta da demolição das casas que rodeavam a igreja de Saint-Germain-des-Prés até metade do século XIX. Abriga o Monumento a Bernard Palissy de Louis-Ernest Barrias (1883)[23] e, contra a parede do prédio vizinho, uma fachada de arenito esmaltado projetada pelo arquiteto Charles-Auguste Risler e pelo escultor Jules Coutan para ilustrar o uso de produtos da Manufacture nationale de Sèvres durante a Exposição Universal de 1900 em Paris.

Alguns cafés célebres
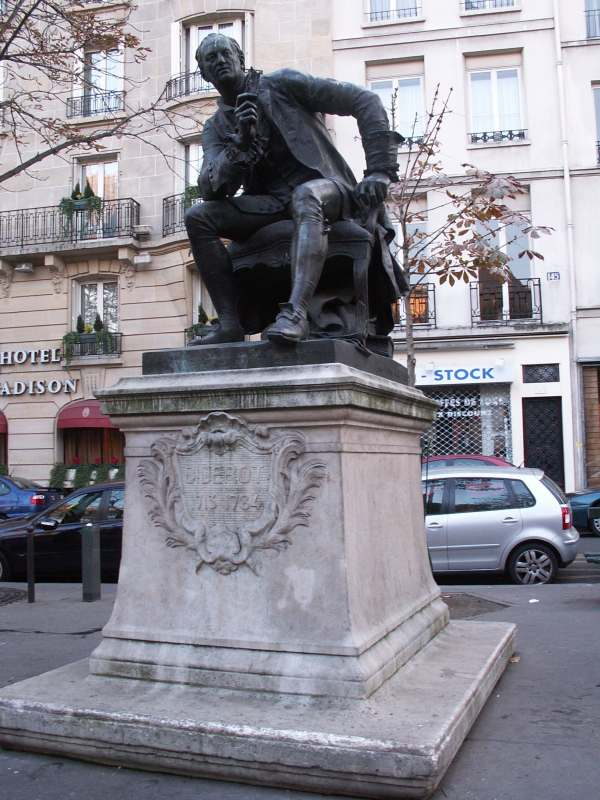
Monumento a Diderot por Jean Gautherin.
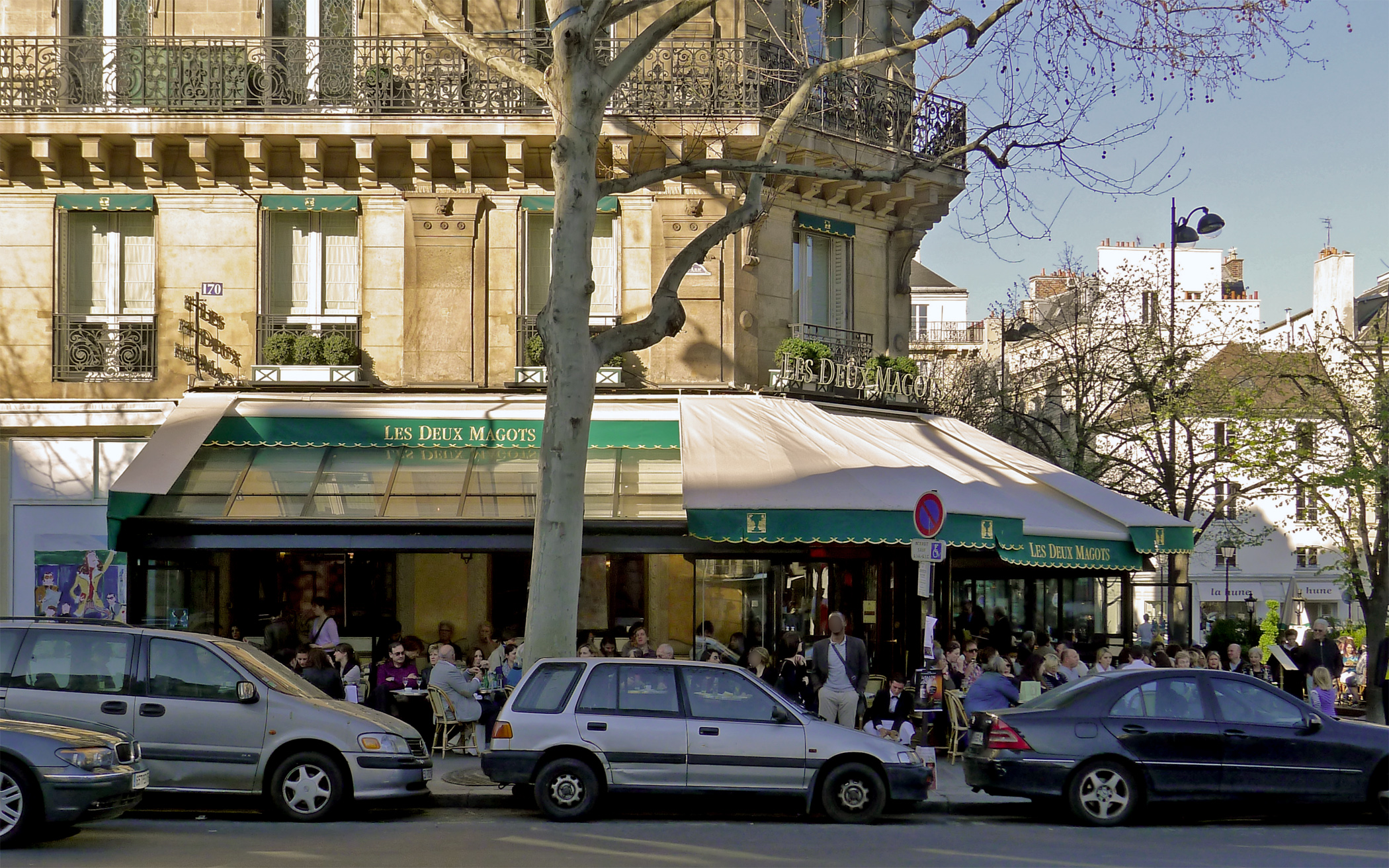
Les Deux Magots.
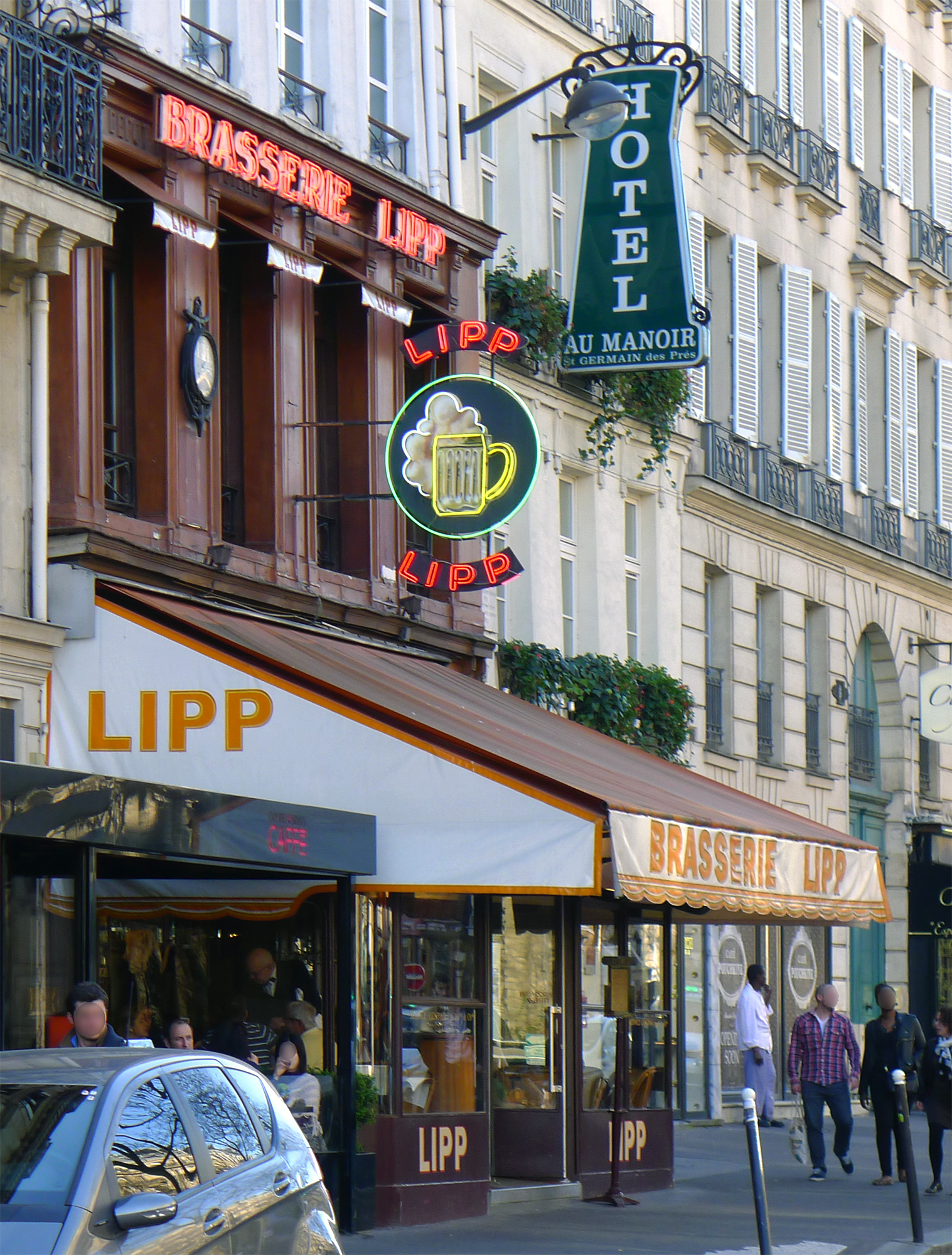
A Brasserie Lipp.
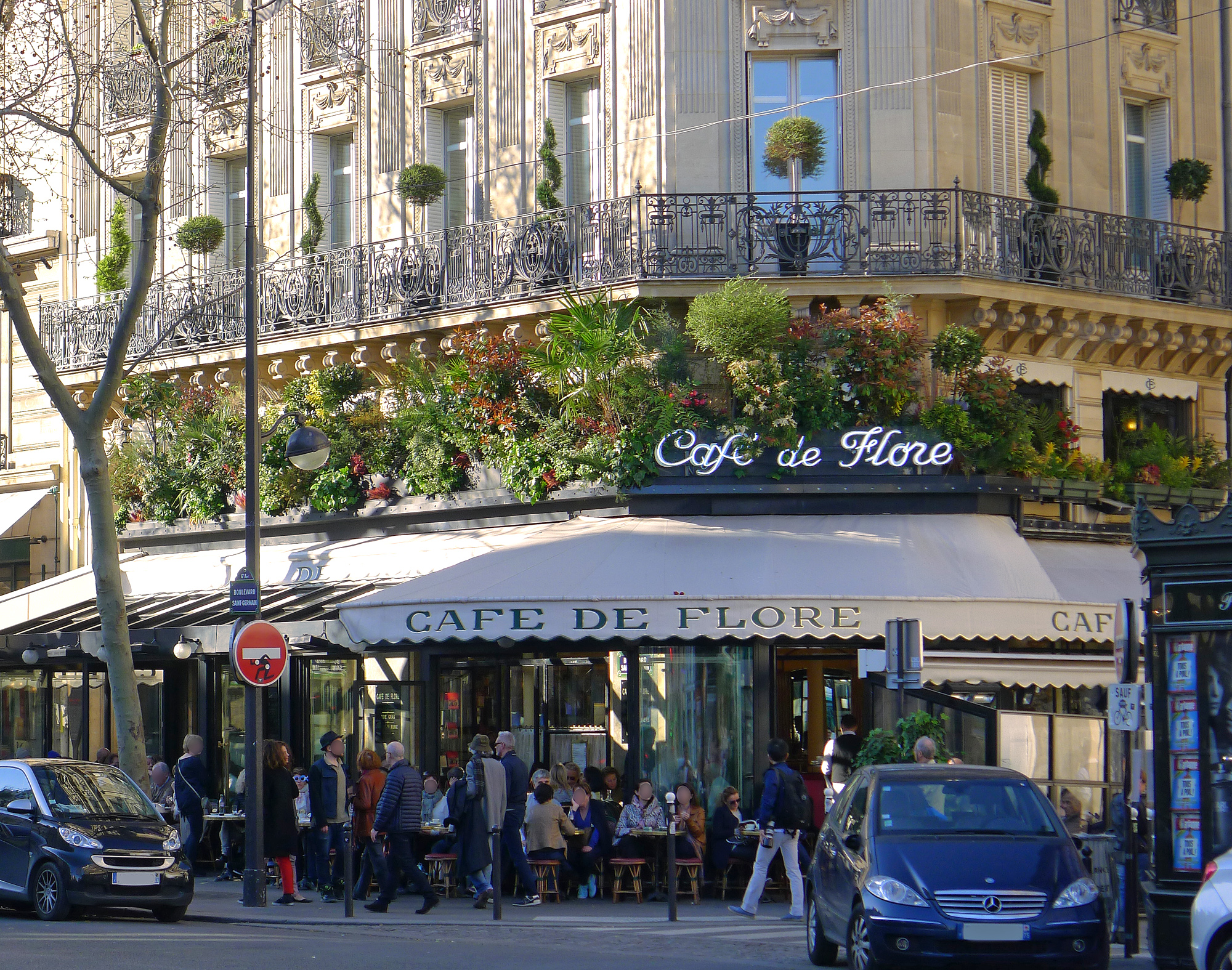
Café de Flore.

- Nº 170: localização, no final do século XIX, de um caldo Duval. Em 2017 o local foi ocupado por uma loja de moda.
- Nº 172: o Café de Flore, um dos cafés literários mais famosos de Paris, onde se encontram os vencedores do prêmio Goncourt, poetas de todas as épocas, e por onde passaram alguns ideólogos das revoluções russa ou chinesa e grandes personalidades literárias.
- Nº 175: 
  - localização do Hôtel Selvois, cuja entrada se situava no número 6, rue Taranne, onde nasceu em 1675 Louis de Rouvroy, duque de Saint-Simon, o famoso memorialista.
  - boutique de Sonia Rykiel inaugurada em 2008.
- No 177: l'homme politique Édouard Frédéric-Dupont y a vécu à partir de 1908; une plaque lui rend hommage.
- Nº 184: edifício construído em 1878 pelo arquiteto Édouard Leudière para a Sociedade de Geografia. As duas cariátides, representando a Terra e o Mar, e o globo terrestre na frente foram esculpidos por Émile Soldi. A distribuição inicial das instalações incluía no térreo, a grande sala de reuniões (preservada), sala de espera, um vestiário, um alojamento de concierge; no 1º andar, sala de comissões e gabinete do presidente; no 2º e 3º andares, a biblioteca e a sala da comissão; no 4º andar, o apartamento do agente da Sociedade.[24] Também sede da IPAG Business School.
- Nº 186: nesta esquina ficava o cemitério de Saint-Germain, também chamado de cemitério de Saint-Pierre.
- Nº 195: de 1908 até o início da Segunda Guerra Mundial, sede do Escritório Internacional de Higiene Pública, considerado o ancestral da OMS.[25][26][27][28]
- Nº 197: edifício construído pelo arquiteto Charles Garnier composto originalmente por um apartamento por andar com uma área de 423,45 m2.
- Nº 202: casa do poeta Guillaume Apollinaire. Este saiu de Auteuil em janeiro de 1913 para se instalar neste edifício que apreciava, entre outras coisas, a proximidade do Café de Flore. Ele viveu lá até sua morte em novembro de 1918. Uma placa o homenageia.[29]
- Nº 205: escritórios da Organização Internacional do Trabalho em Paris.

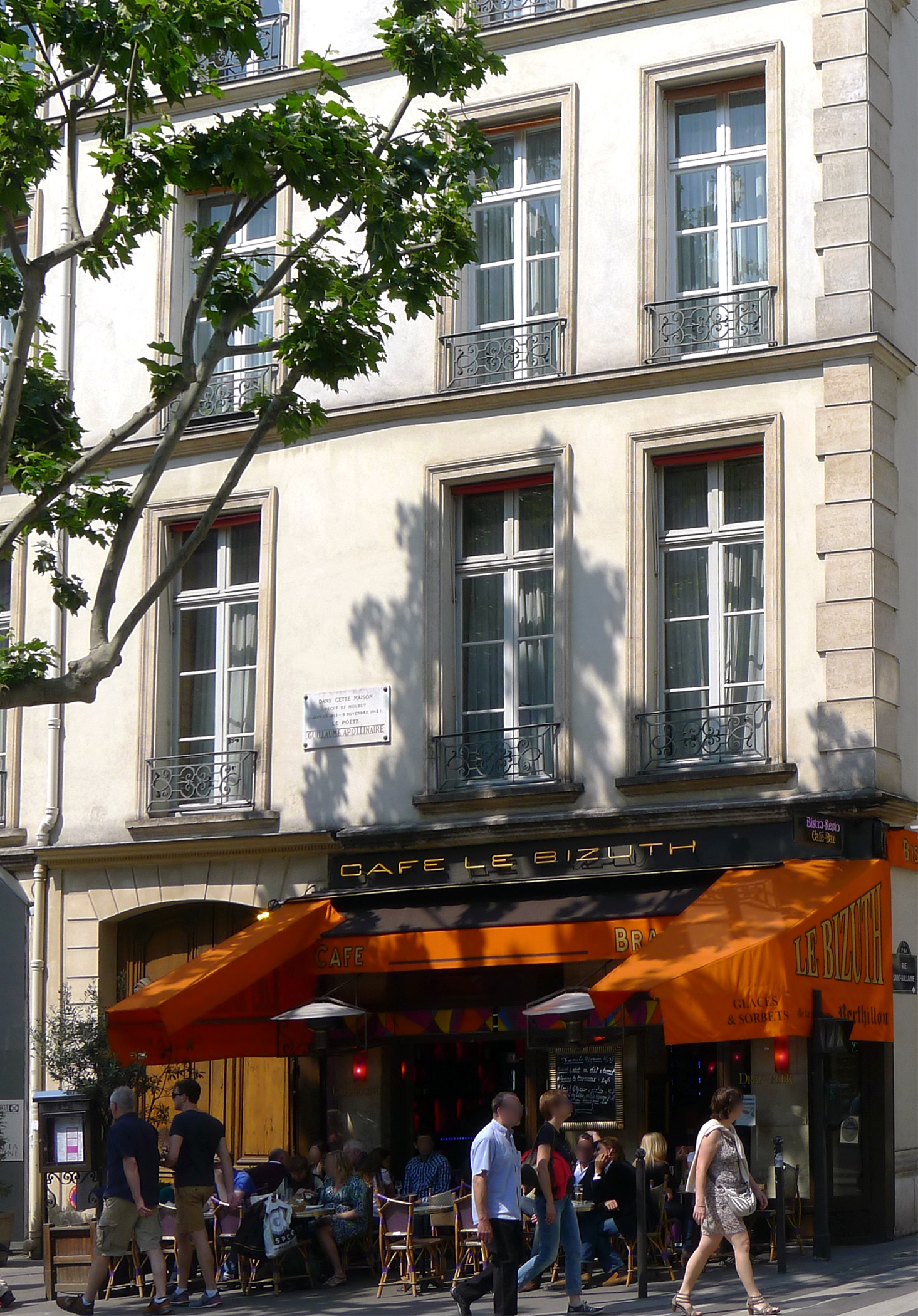
O nº 202.
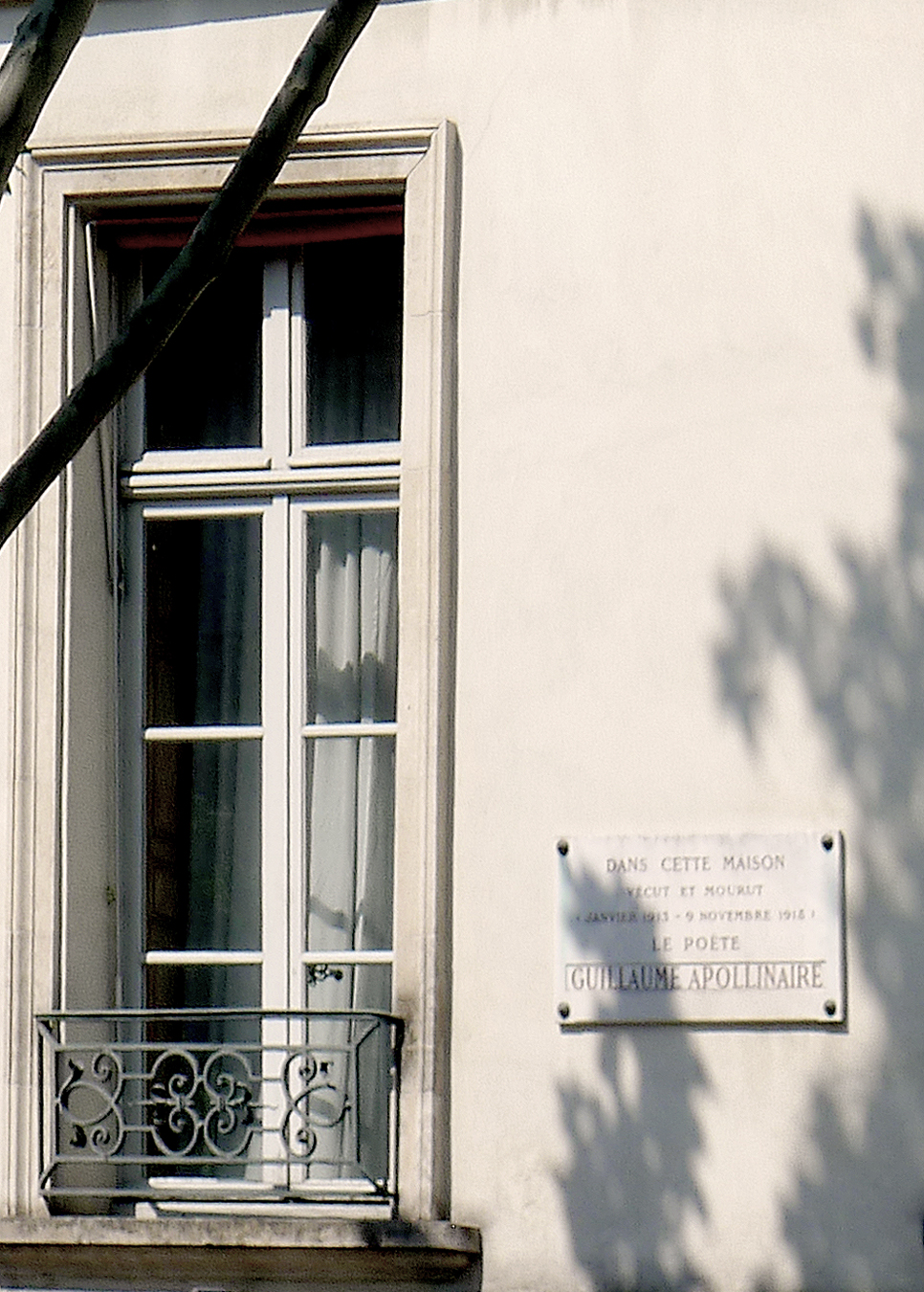
Placa comemorativa.
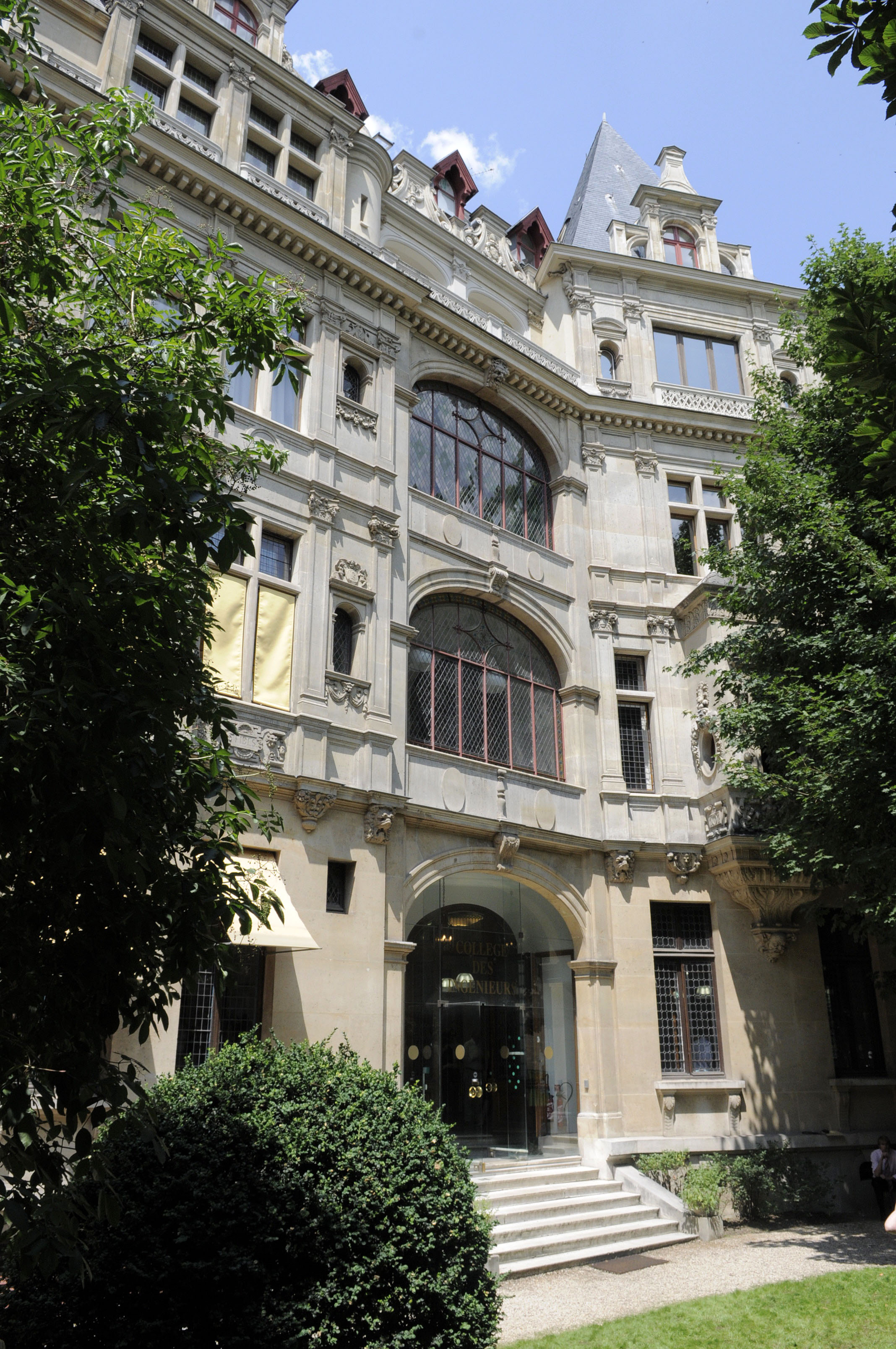
O nº 215.

- Números 213-217: localização do Hôtel de Neufchâtel, de Béthune, de Châtillon, de La Trémoille, anteriormente localizado no nº 63 rue Saint-Dominique, construído em 1708 por Pierre Cailleteau dit Lassurance destruído durante a perfuração do Boulevard Saint-Germain.
- Nº 215, e 2 e 4, rue de Saint-Simon: mansão privada de estilo neorrenascentista construída pelos arquitetos Vaucheret e Potier entre 1881 e 1885, no terreno anteriormente ocupado pelo Hôtel de Chastillon, que a ampliação do boulevard empreendida neste local em 1876 havia condenado. A Aliança Francesa foi ali fundada em 1883 por várias personalidades como Paul Cambon, Ferdinand de Lesseps, Jules Verne e Louis Pasteur (uma placa recorda este acontecimento). O círculo Saint-Simon, que contava entre seus membros Ferdinand de Lesseps, Émile Boutmy, Anatole France, Ernest Renan, Fustel de Coulanges, José Maria de Heredia, Edmond James de Rothschild em particular, também recebeu oradores como Hippolyte Taine, Pierre Savorgnan de Brazza ou Gaston Maspero. Ernest Renan deu ali sua famosa palestra sobre O Judaísmo como raça e como religião.[30] Sede do Colégio de Engenheiros desde 2009.
- Nº 215 bis: casa de Georges Guillain, Raphaël Alibert e escritórios de Édouard Balladur nas décadas de 1980 e 1990.[31]
- Nº 216: Embaixada do Montenegro na França.
- Nº 217: Hôtel de Varengeville, anteriormente localizado na rue Saint-Dominique, construído em 1704 pelo arquiteto Jacques V Gabriel e remodelado por Jean-Baptiste Leroux. Reduzido em 1876 pela abertura do Boulevard Saint-Germain. Propriedade do Banco da França e reunido ao Hôtel Amelot de Gournay. Atualmente abriga a Maison de l'Amérique latine, fundada em 1946 por iniciativa do Ministério das Relações Exteriores para fortalecer e desenvolver relações e intercâmbios de todo tipo entre a França e as repúblicas da América Latina.
- Nº 218: hôtel anteriormente localizado na rue Saint-Dominique, habitado de 1714 a 1746 pelo memorialista Louis de Rouvroy, duque de Saint-Simon; uma placa o homenageia. No piso térreo, boutique Madeleine Gély (guarda-sóis e guarda-chuvas).
- Nº 222: Museu das Letras e Manuscritos (de 2010 a 2015).
- Nº 231: îlot Saint-Germain, localizado entre o boulevard Saint-Germain, a rue Saint-Dominique e a rue de l'Université. Ele é ocupado em sua maior parte pelo Ministério da Defesa (em particular os estados-maiores dos exércitos e do exército), até a mudança de 2015 para o Hexagone Balard. O prédio de escritórios na avenida era o hotel do presidente Duret, construído por François Debias-Aubry em 1714. O marechal de Richelieu e Luciano Bonaparte moravam aí. Foi reconstruída em 1876-1877 pelo arquiteto Louis-Jules Bouchot.
- Nº 233: edifício adquirido em 1981 pela Assembleia Nacional para abrigar alguns dos seus serviços.
- Cruzamento rue du Bac-boulevard Saint-Germain-boulevard Raspail: Antigo "cruzamento Chappe" onde a estátua de Claude Chappe, em bronze, foi erguida em 1893 e derretida durante a ocupação entre 1941 e 1943 sob o governo de Vichy.[32][33]
- Nº 241: QG de François Fillon para as primárias presidenciais dos Republicanos de 2016 e a eleição presidencial de 2017[34] (mudando-se para a rue Firmin-Gillot no final de dezembro de 2016).
- Nº 243: a cantora e compositora Pauline Viardot morou aí de 1884 até sua morte em 1910; uma placa a homenageia.
- Nº 244: edifícios construídos para o Ministério das Obras Públicas por Antoine Isidore Eugène Godebœuf em 1861 e unidos no nº 246. Albergam agora departamentos do Ministério dos Negócios Estrangeiros (Direção-Geral da Cooperação Internacional e Desenvolvimento, Direção dos Franceses no estrangeiro e dos estrangeiros na França).
- Nº 246: Hôtel de Roquelaure, também conhecido como Hôtel Molé. É hoje o hôtel do Ministério da Ecologia, Desenvolvimento Sustentável e Energia, cujos serviços estão localizados na avenue de Ségur e, em La Défense, no Arco de la Défense, e nas torres Voltaire e Pascal A e B
- Nº 248: Hôtel de Lesdiguières, também conhecido como Hôtel de Béthune-Sully. Uma casa construída por Antoine Desgodets foi comprada em 1706 pela Duquesa de Lesdiguières que a ampliou por Boirette. Sully mandou transformá-lo por Jean-Michel Chevotet entre 1747 e 1750. O hotel foi anexado em 1808 ao Hôtel de Roquelaure.
- Nº 252 bis, na esquina da rue de Villersexel: placa comemorativa em memória de José Barón Carreño (1918-1944), republicano espanhol e combatente da resistência, morto pela França durante as batalhas pela Liberação de Paris, afixada após a votação unânime do Conselho do 7º arrondissement e do Conselho de Paris.[35]
- Nº 274: Hôtel de Wignacourt, “mansão construída em 1868, foi habitada sucessivamente pelos Mangini e pelos Wignacourt. Inundada durante a enchente do Sena em janeiro de 1910, foi então adquirida pela Câmara Sindical dos Proprietários de Paris. Mudou de mãos em 2002 e, no início de 2006, acolheu sob o rótulo genérico "Embaixada da Bélgica" a representação diplomática da Comunidade Francesa da Bélgica e da Região da Valônia".

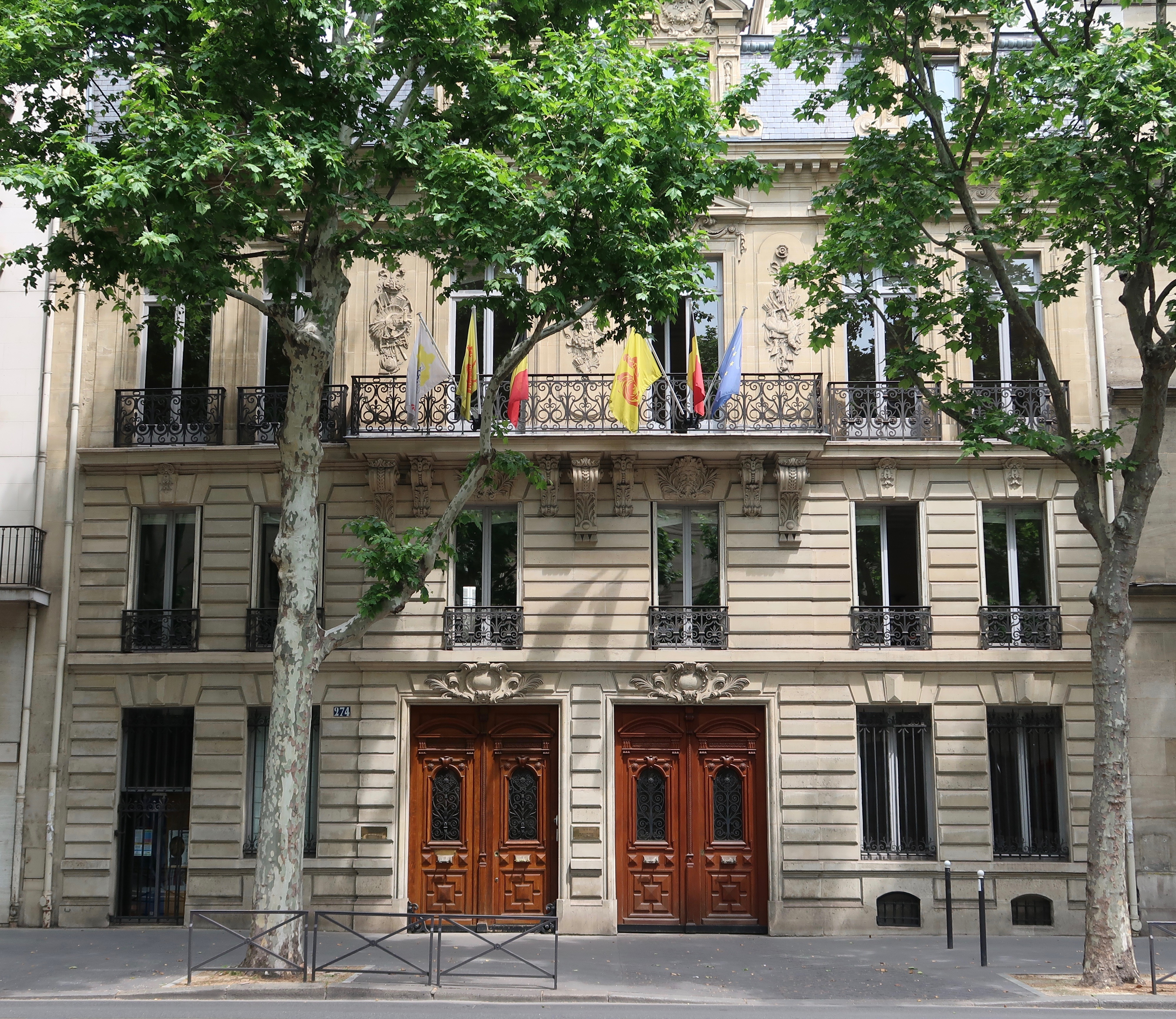
Antigo hotel de Wignacourt. Atual delegação Valônia-Bruxelas.

- No 288, na esquina do Quai Anatole-France: edifício do Segundo Império, exemplo do estilo haussmanniano do melhor artesanato. Foi aqui que Louis Blériot morreu em 2 de agosto de 1936; uma placa o homenageia. O edifício abriga a representação na França da Comissão Europeia e o gabinete de informação do Parlamento Europeu na França.[36]

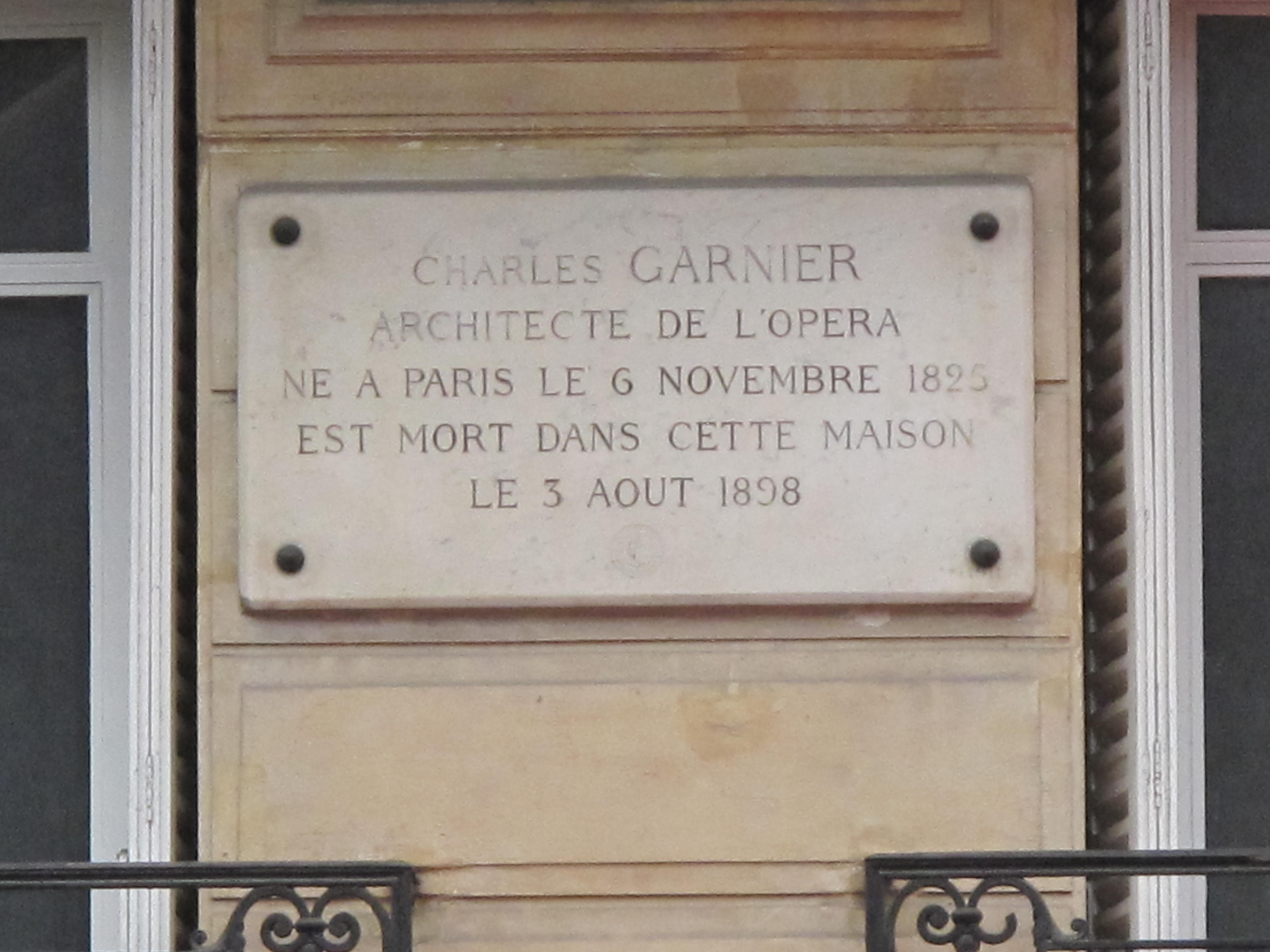
Placa no nº 90.
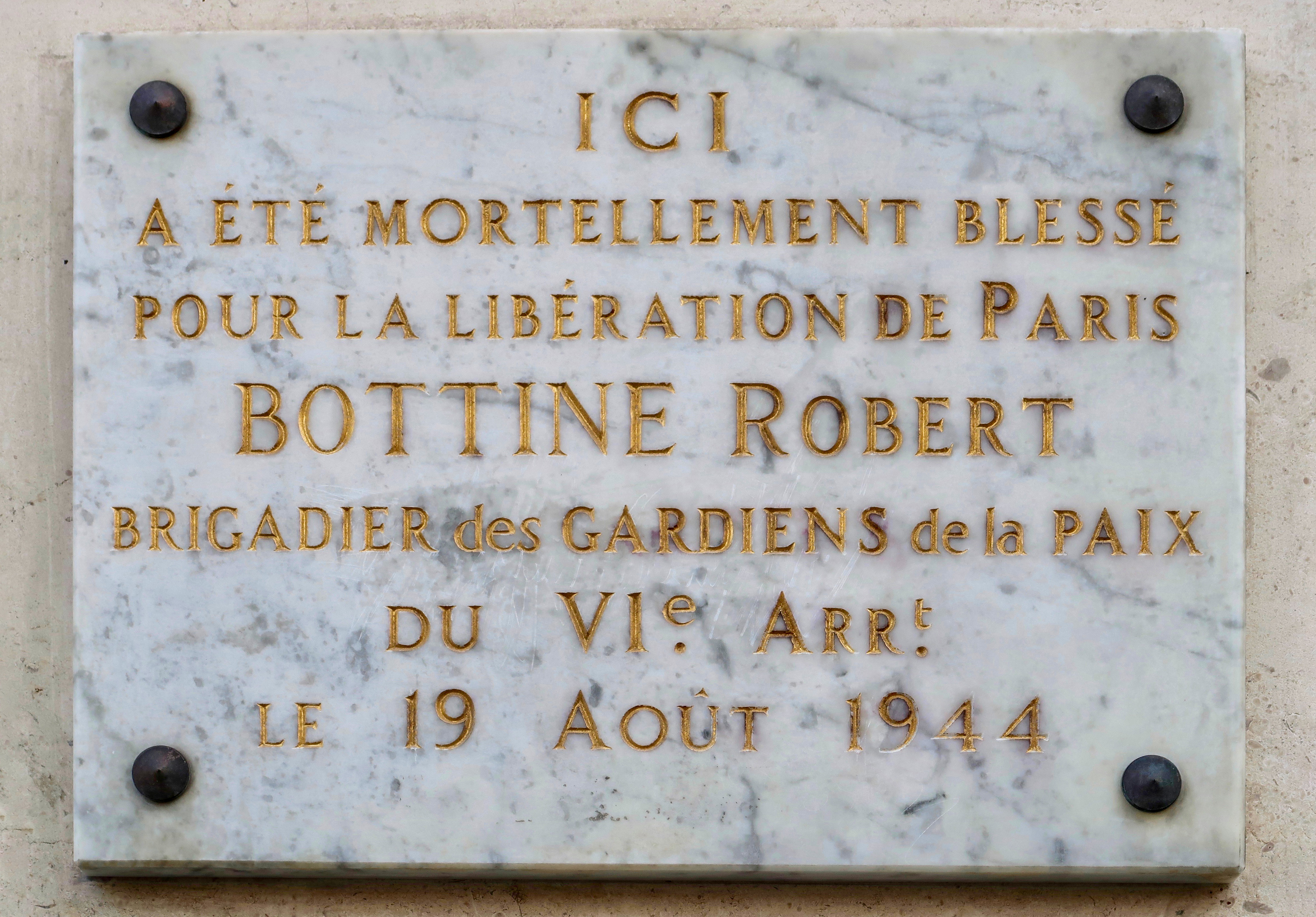
Placa no cruzamento com o boulevard Saint-Michel, em homenagem a Robert Bottine, morto pela Libertação de Paris (1944).
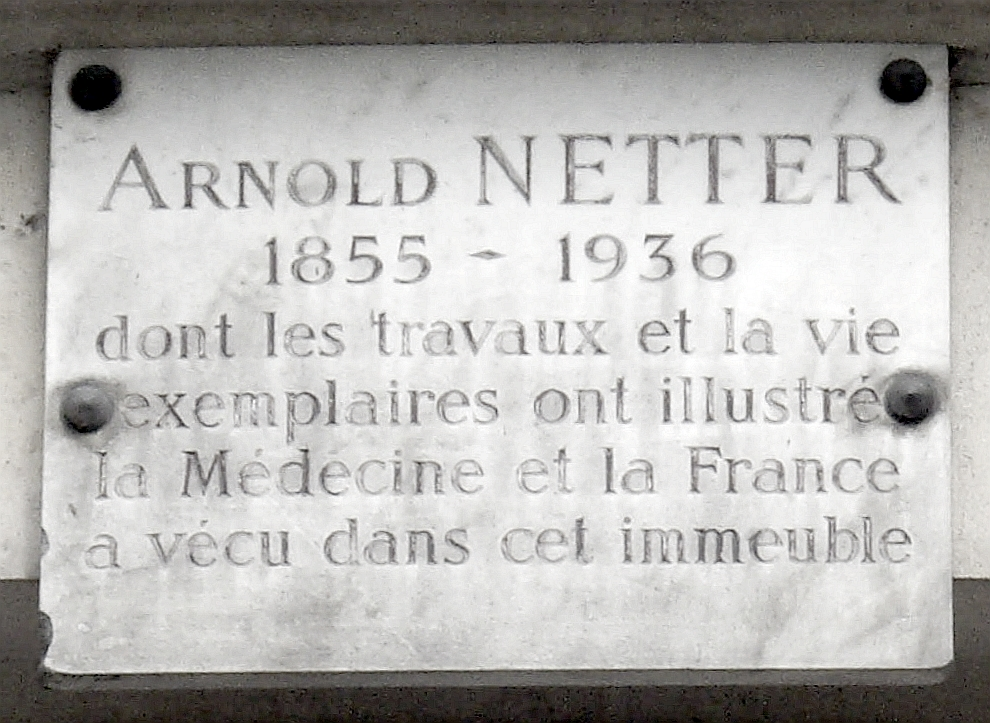
Placa no nº 104.
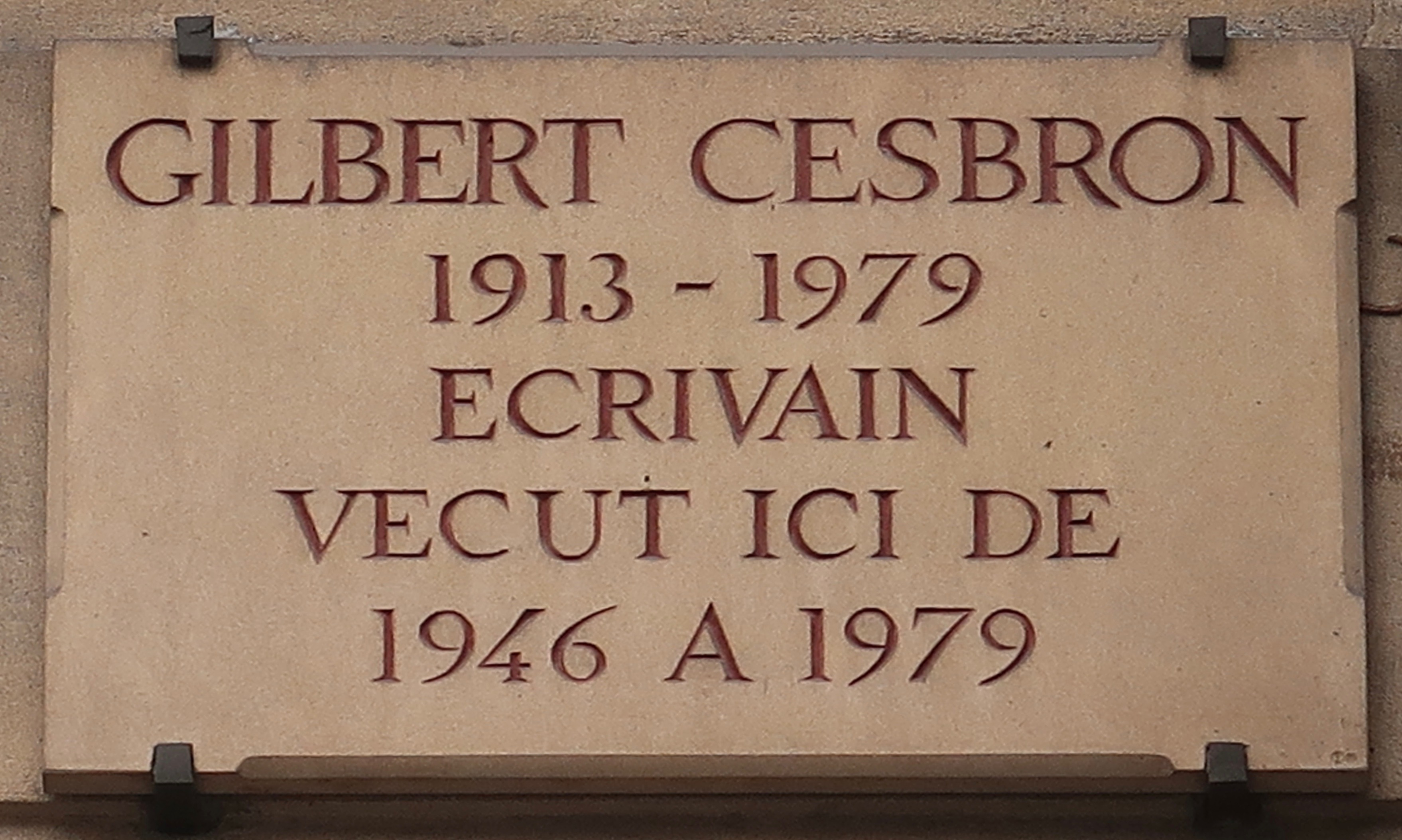
Placa no nº 126.
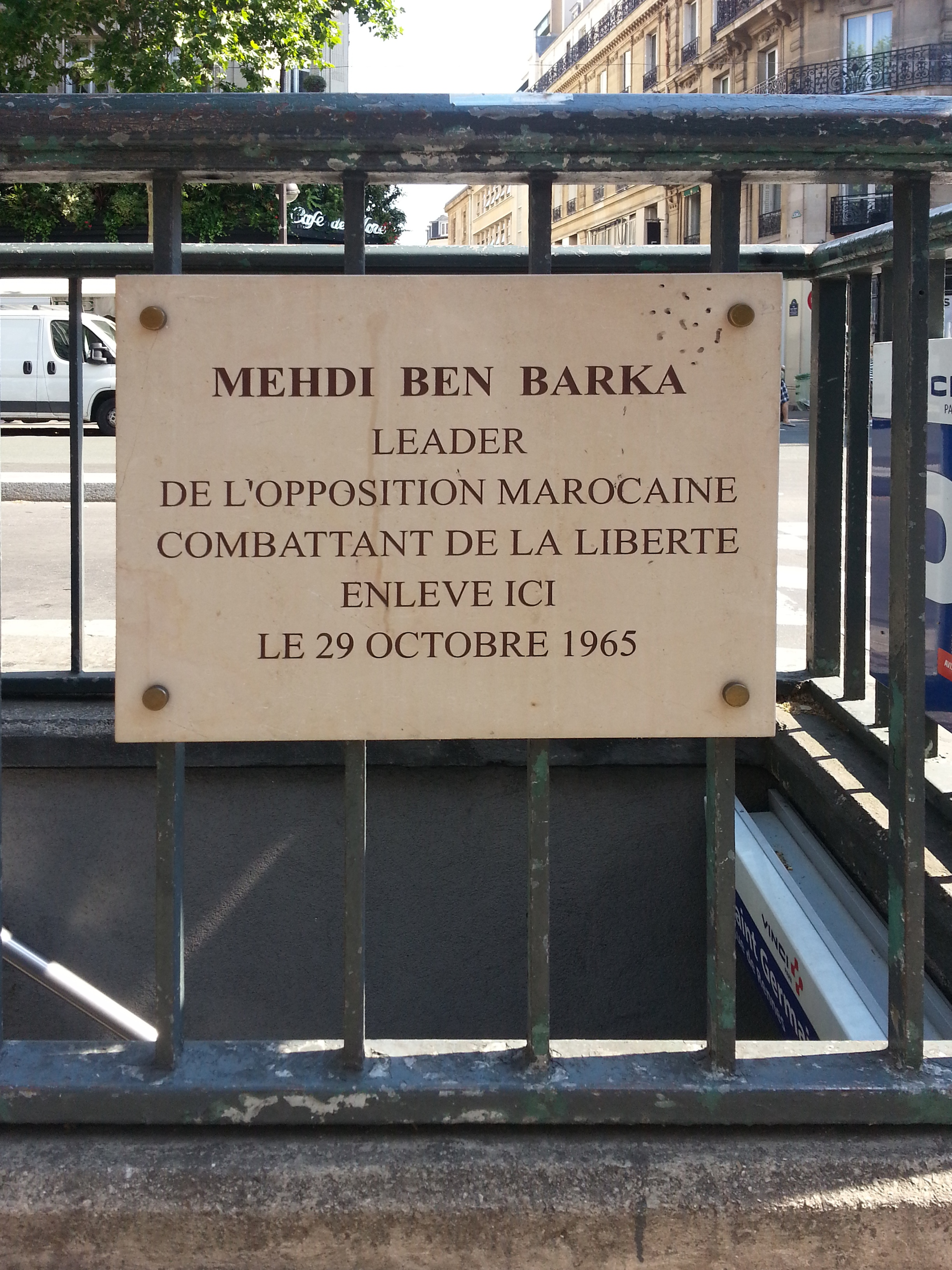
Placa no nº 151.
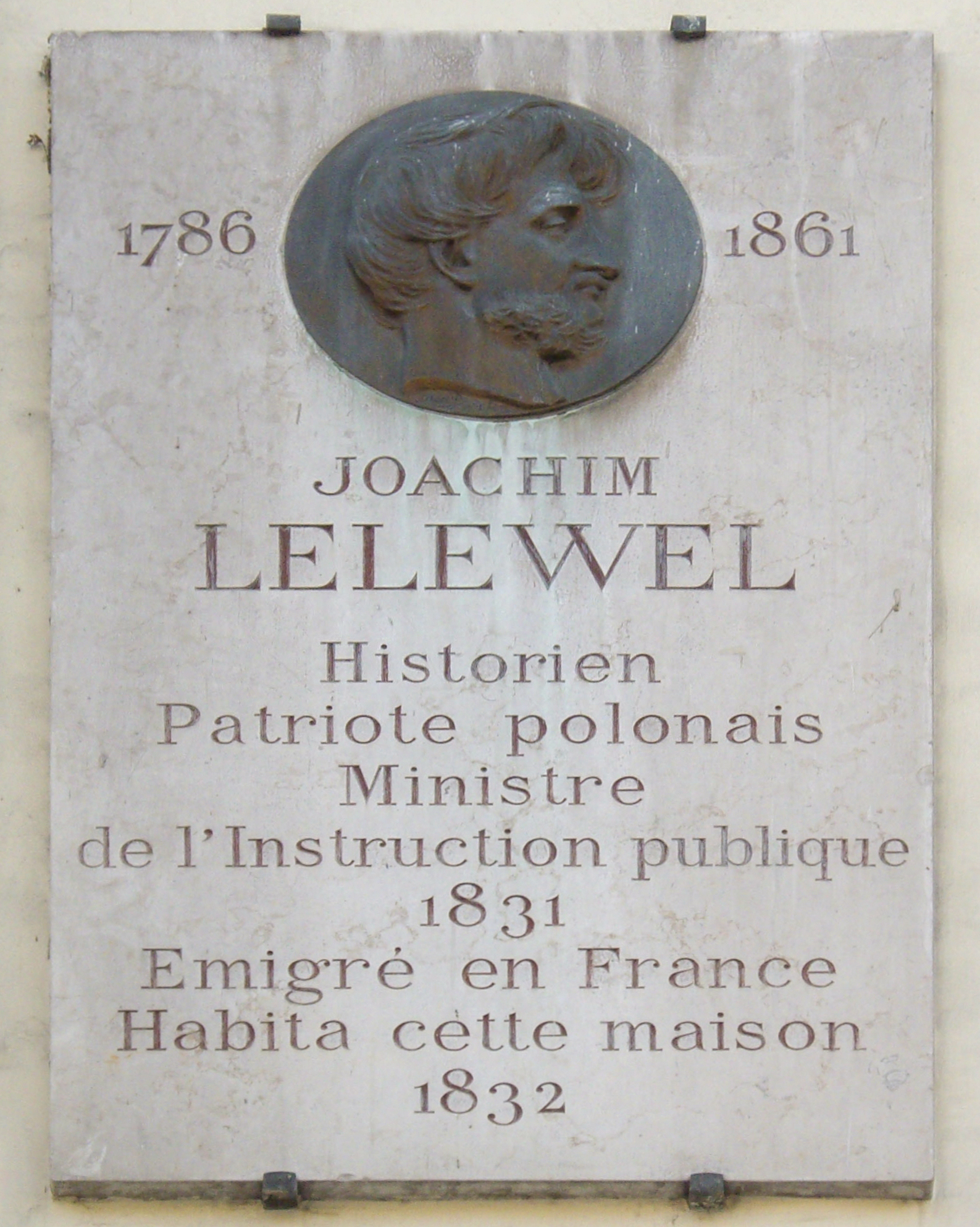
Placa no nº 153.
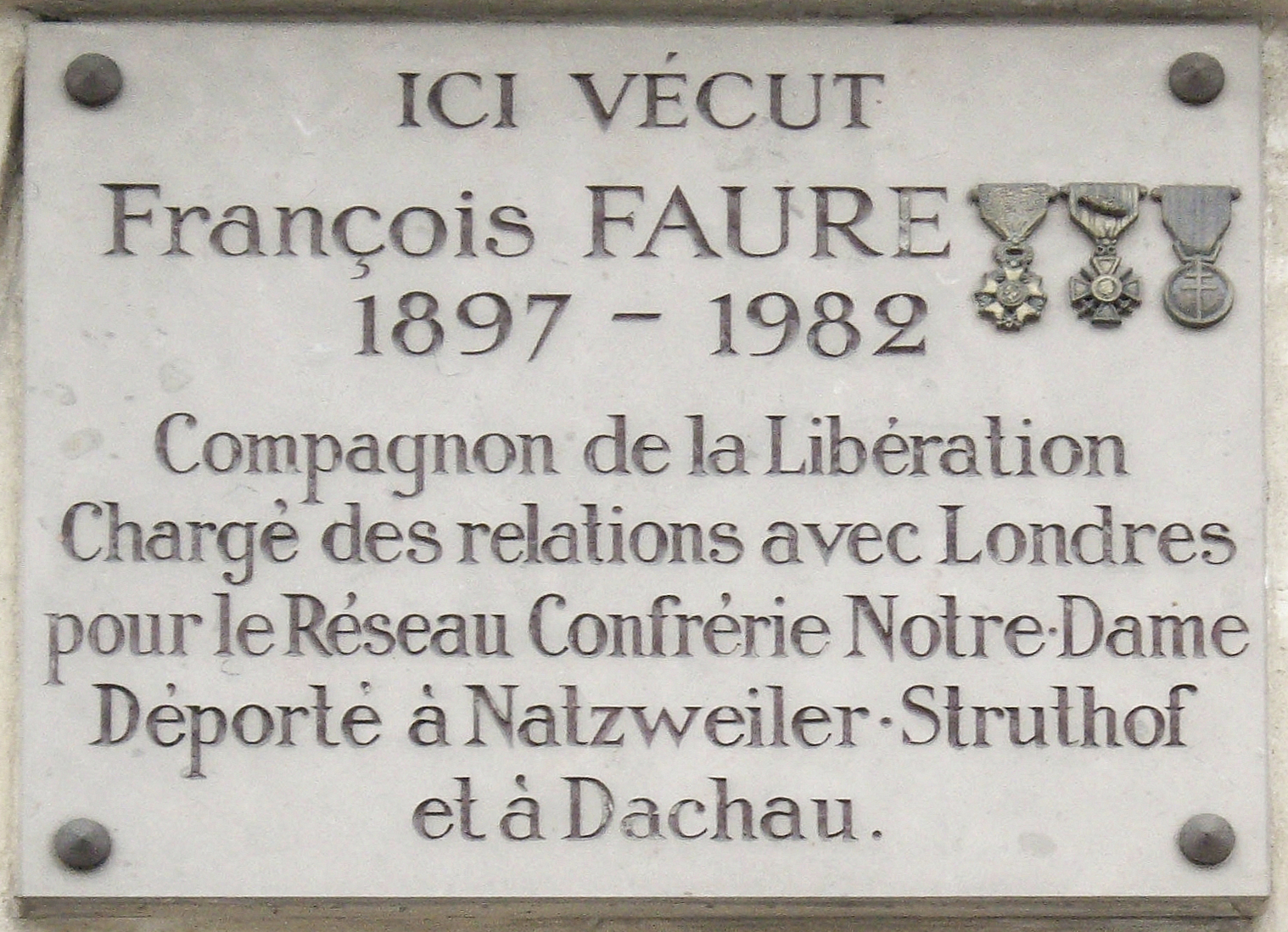
Placa no nº 167.
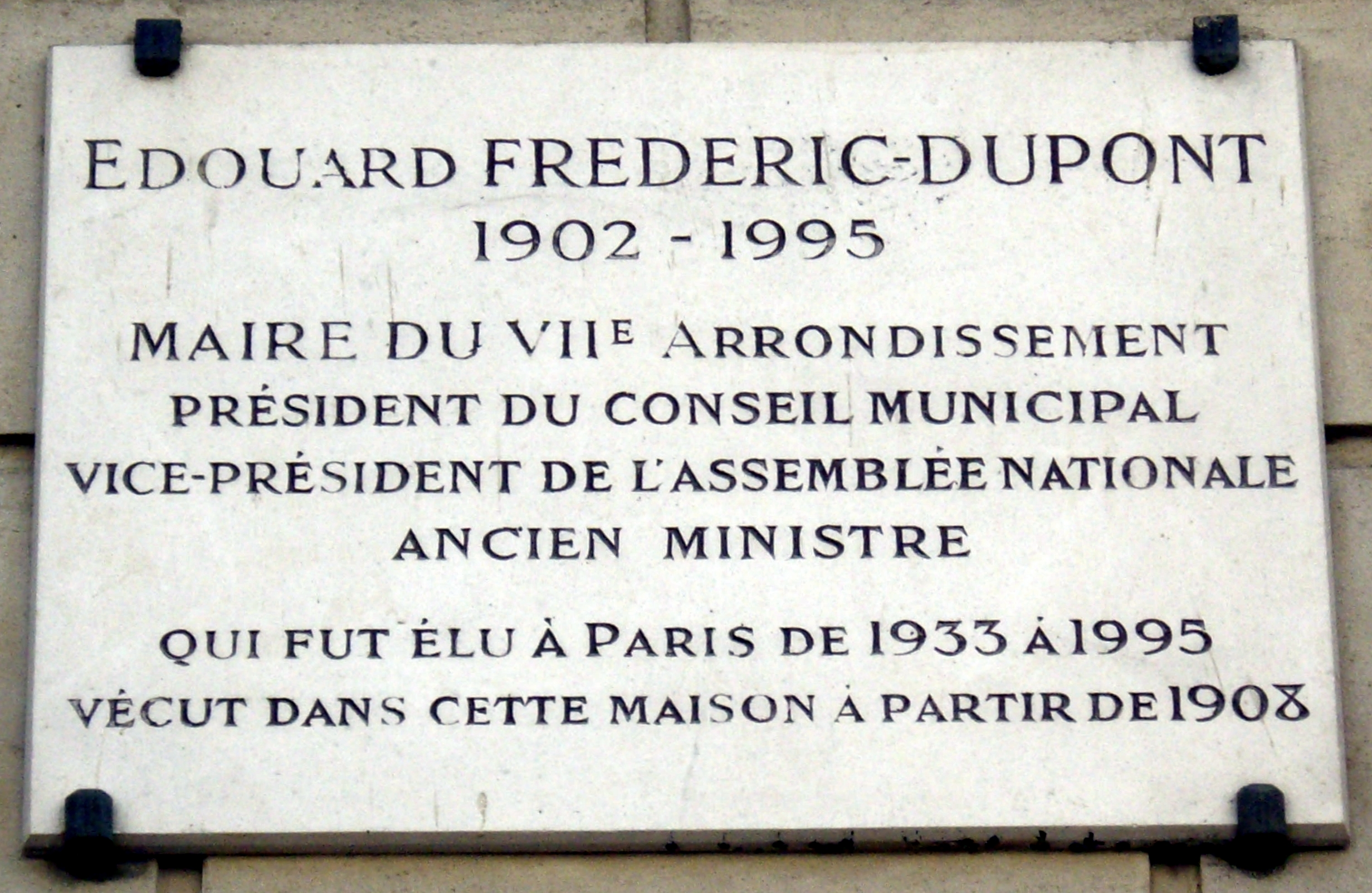
Placa no nº 177.
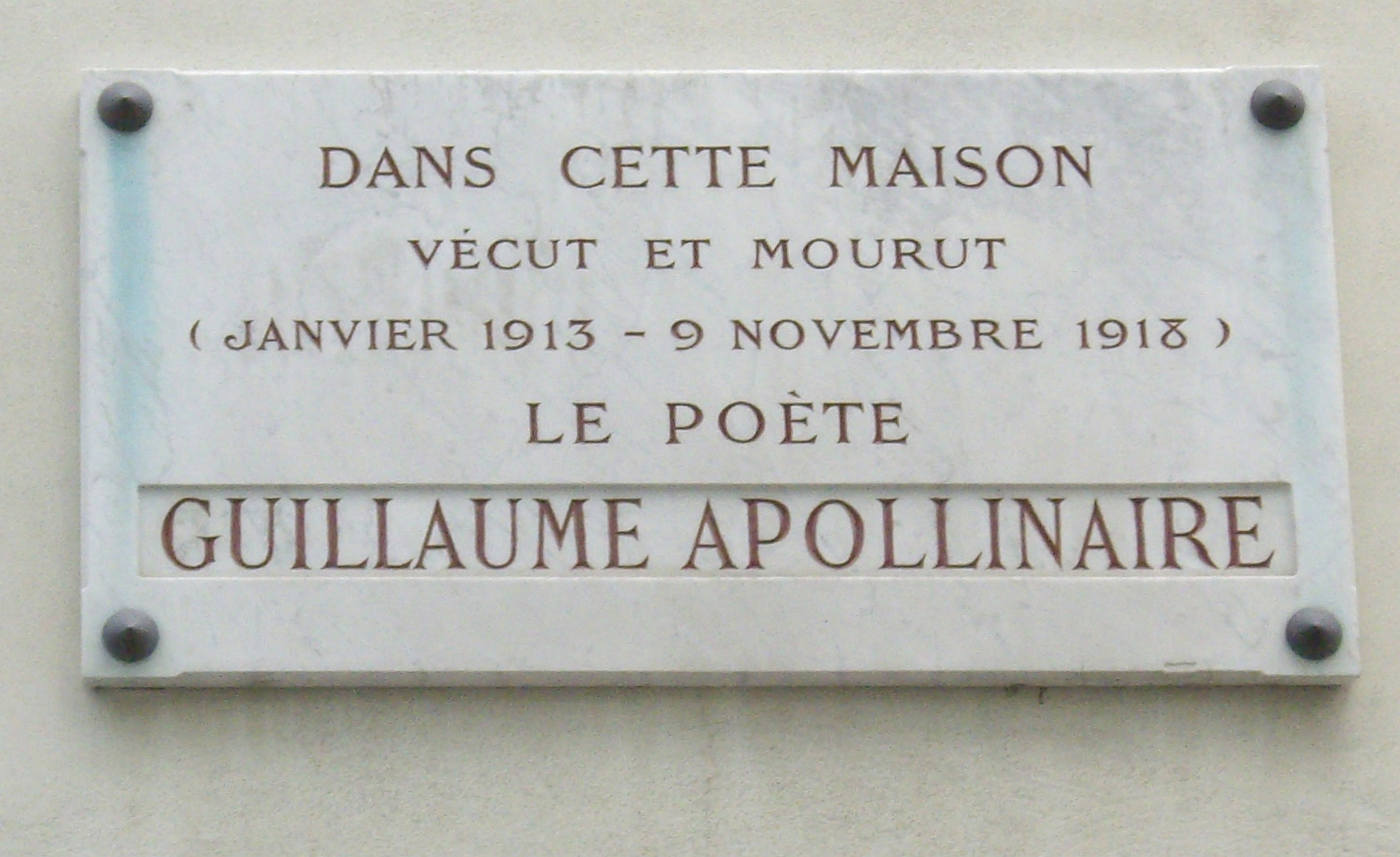
Placa no nº 202.
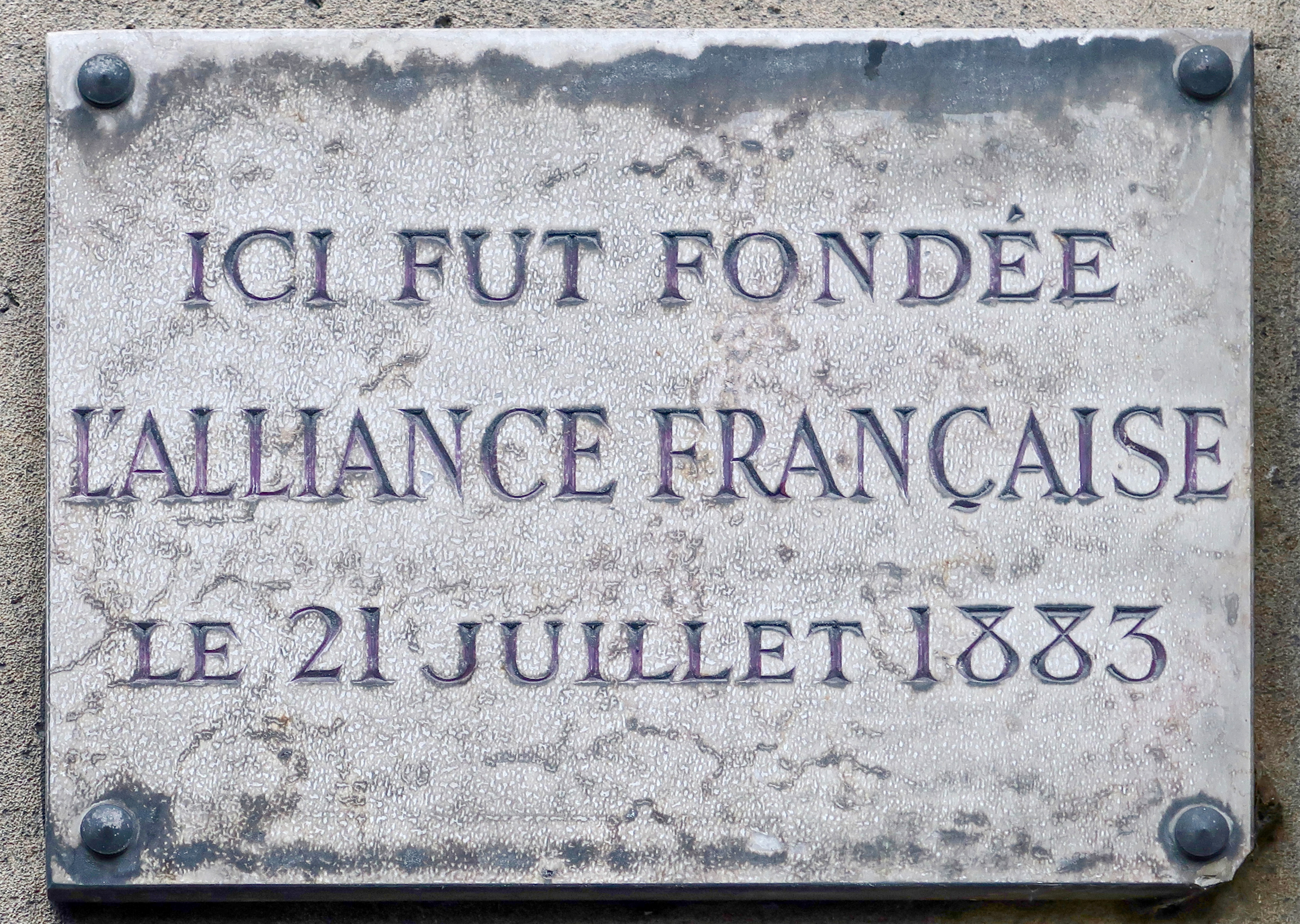
Placa no nº 215.
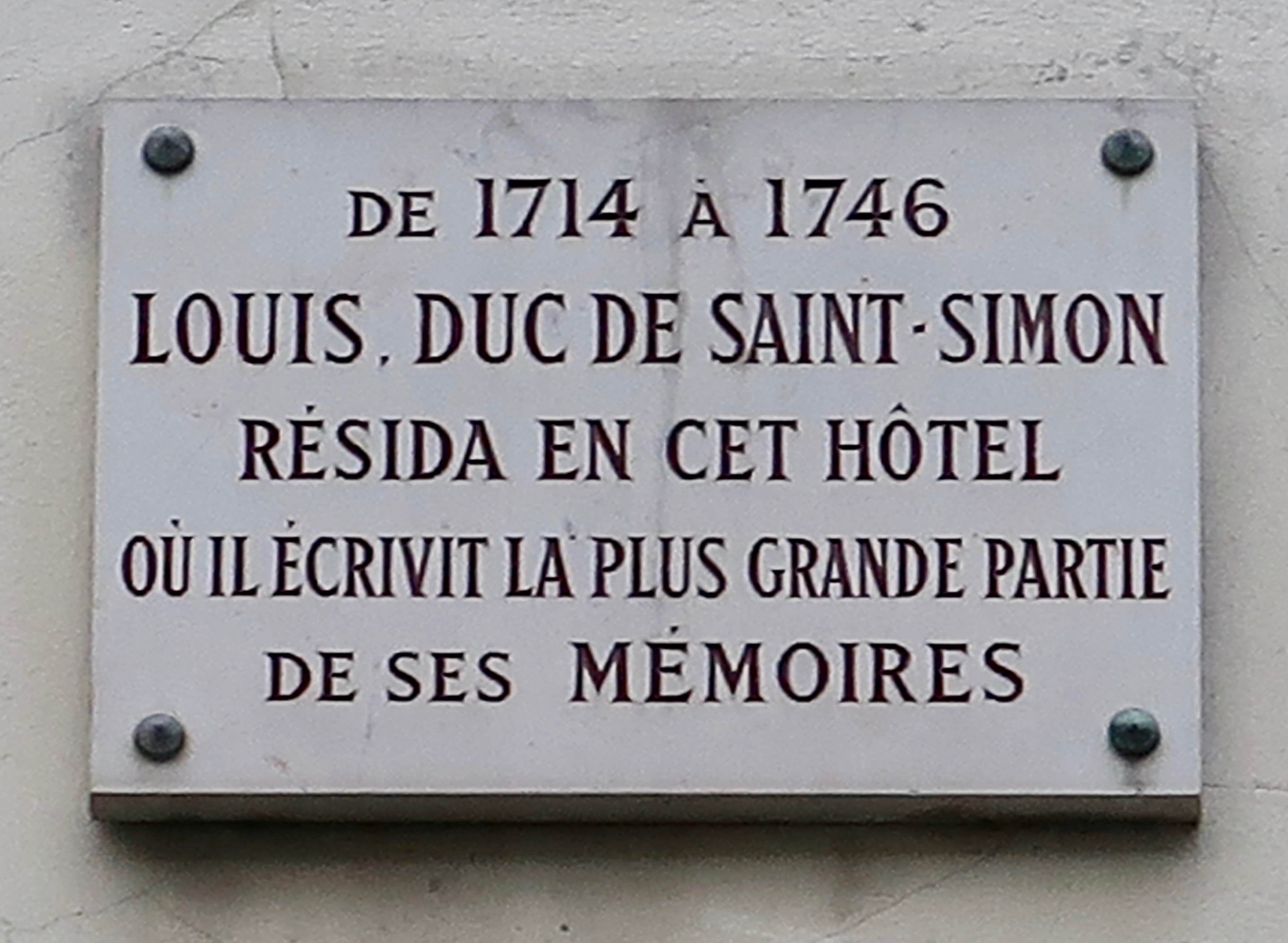
Placa no nº 218.
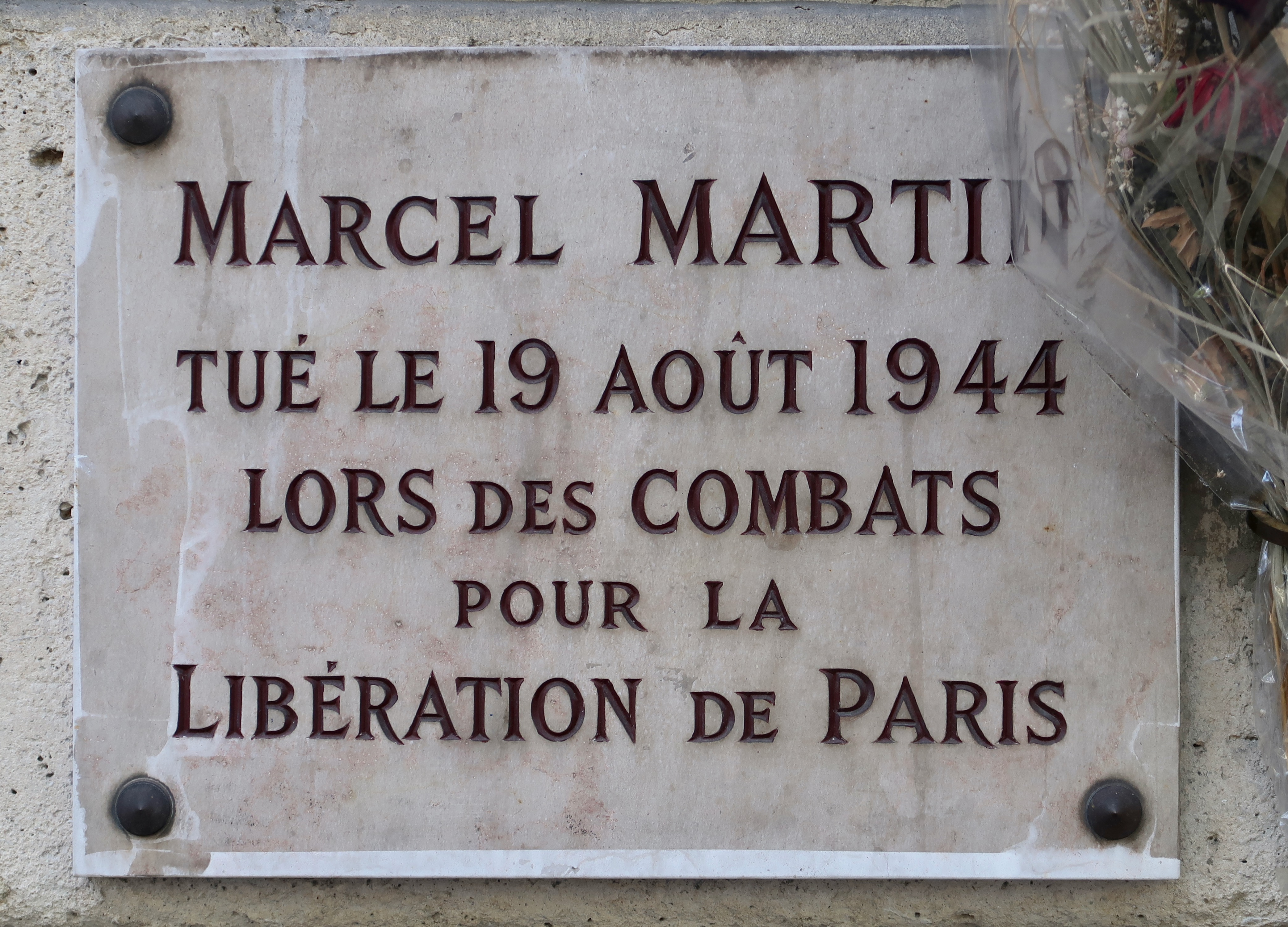
Placa no nº 221, em homenagem a Marcel Martin, morto pela Liberação de Paris (1944).
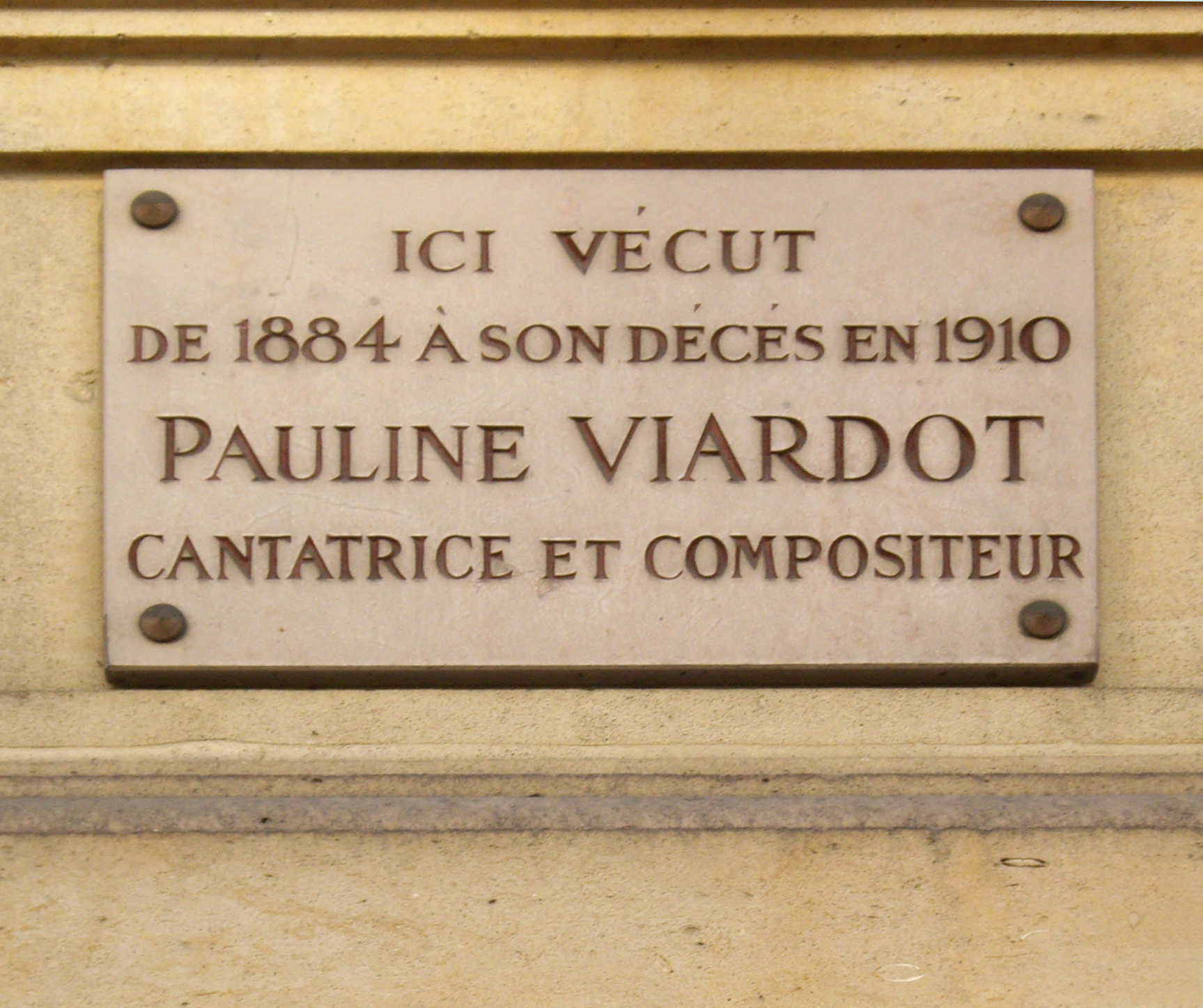
Placa no nº 243.
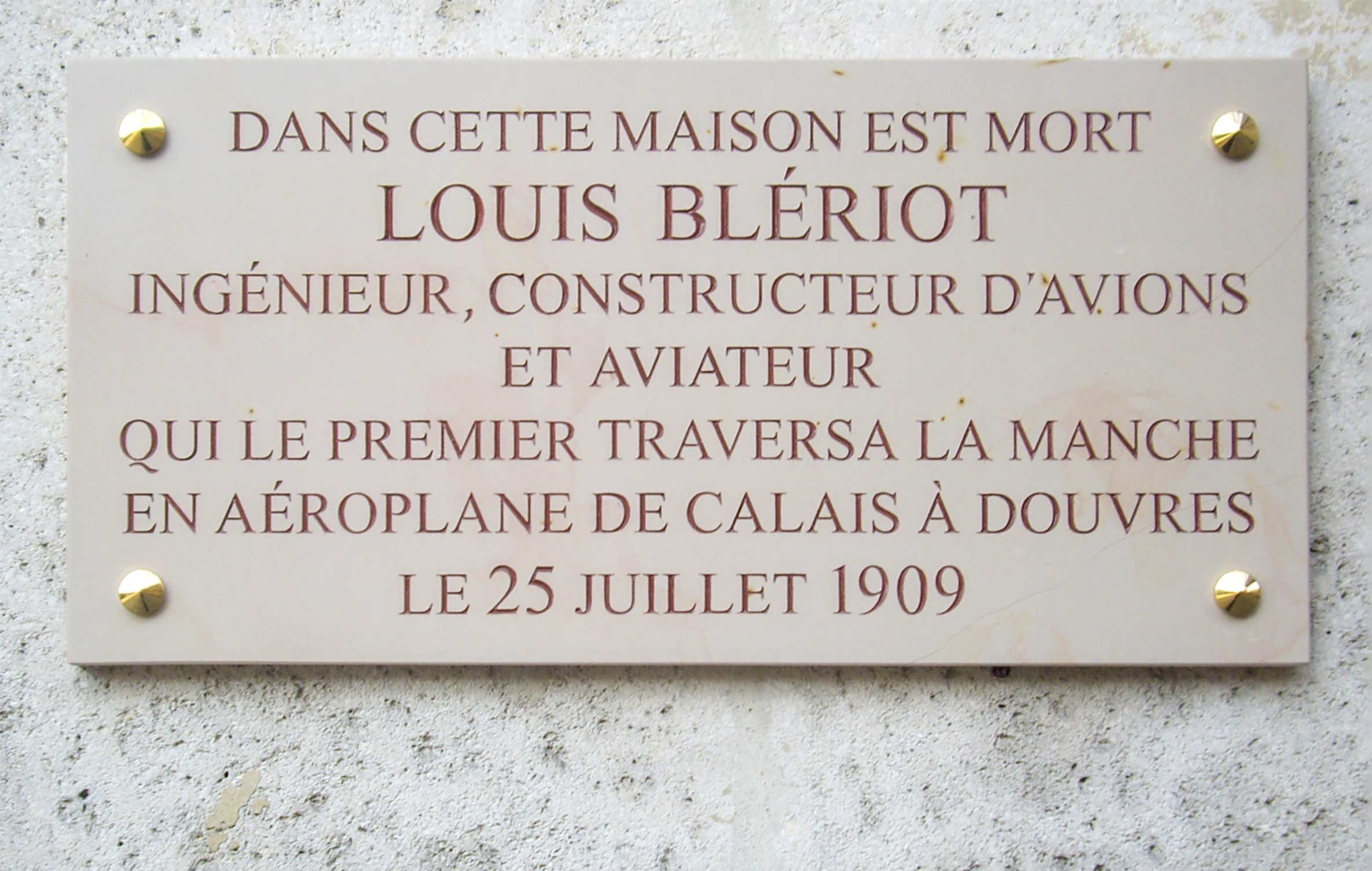
Placa no nº 288.
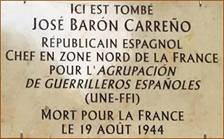
Placa da Liberação de Paris em frente ao n° 252 bis, na esquina da avenida com a rue de Villersexel.